# 横浜シンフォステージ
横浜シンフォステージ（よこはまシンフォステージ、YOKOHAMA SYMPHOSTAGE）は、神奈川県横浜市西区みなとみらいにある複合施設。2棟の超高層ビルで構成される。
本項では、ウエストタワーの高層階に入居している「京急 EXホテル みなとみらい横浜」についても記す（後節参照）。

## 概要
みなとみらい地区53街区における当施設の再開発計画は2019年3月に公表され、2021年4月に着工した。デベロッパーは大林組、京浜急行電鉄、日鉄興和不動産、ヤマハ、みなとみらい53EAST合同会社の5社。
当開発全体での総投資額は約1100億円規模となり、就業者数は1万2000人程を見込んでいる。また、周辺企業との連携や音楽を活用した街づくりプロジェクトなどにより地域コミュニティの形成も目指している。当計画は2020年3月に国土交通大臣の民間都市再生事業計画に認定された。
その後、2022年8月に街区名称が「横浜シンフォステージ」に決定され、2024年3月末に竣工を迎えた。後述の低層部商業ゾーン（先行10テナント）は同年5月9日、ホテルは同年6月24日に開業している。

### 2棟の超高層ビル
当施設はウエストタワーとイーストタワーの2棟の超高層ビルで構成される。
ウエストタワーは30階建て（高さ約158m）で、5階より上の中層階にオフィスが入居し、そのうち5〜8階には事業者の1社でもあるヤマハグループがオフィスや研究開発を担う拠点を開設、また9階にはヤマハ発動機もオフィスや先進技術開発を担う拠点を開設していることから、二つのヤマハが同じビル内に拠点を構えることとなる。低層部には商業テナントが入るほか、ヤマハのブランドショップも開設されている（後節参照）。さらに26階より上の高層階には横浜エリア初出店で、新築としても初出店となる「京急 EXホテル」ブランドのホテルが入居する（後節参照）。
イーストタワーは16階建て（高さ約90m）で、こちらも5階より上はオフィスが入居し（3階の一部にも入居）、そのうち5〜9階は同地区内のKTビルに本社を構えるコーエーテクモゲームスが2025年5月に2拠点目となる新オフィスとして取得している。低層部には商業テナントが入るほか、ヤマハ発動機のショールームやオープンイノベーションオフィスも開設されている（後節参照）。この他、16階には屋上テラスも設けられている。
両棟の間や周辺にはプラザ（広場）や歩行者空間があり（後節参照）、イベントや屋外ワークスペースなどの活用も想定されている。

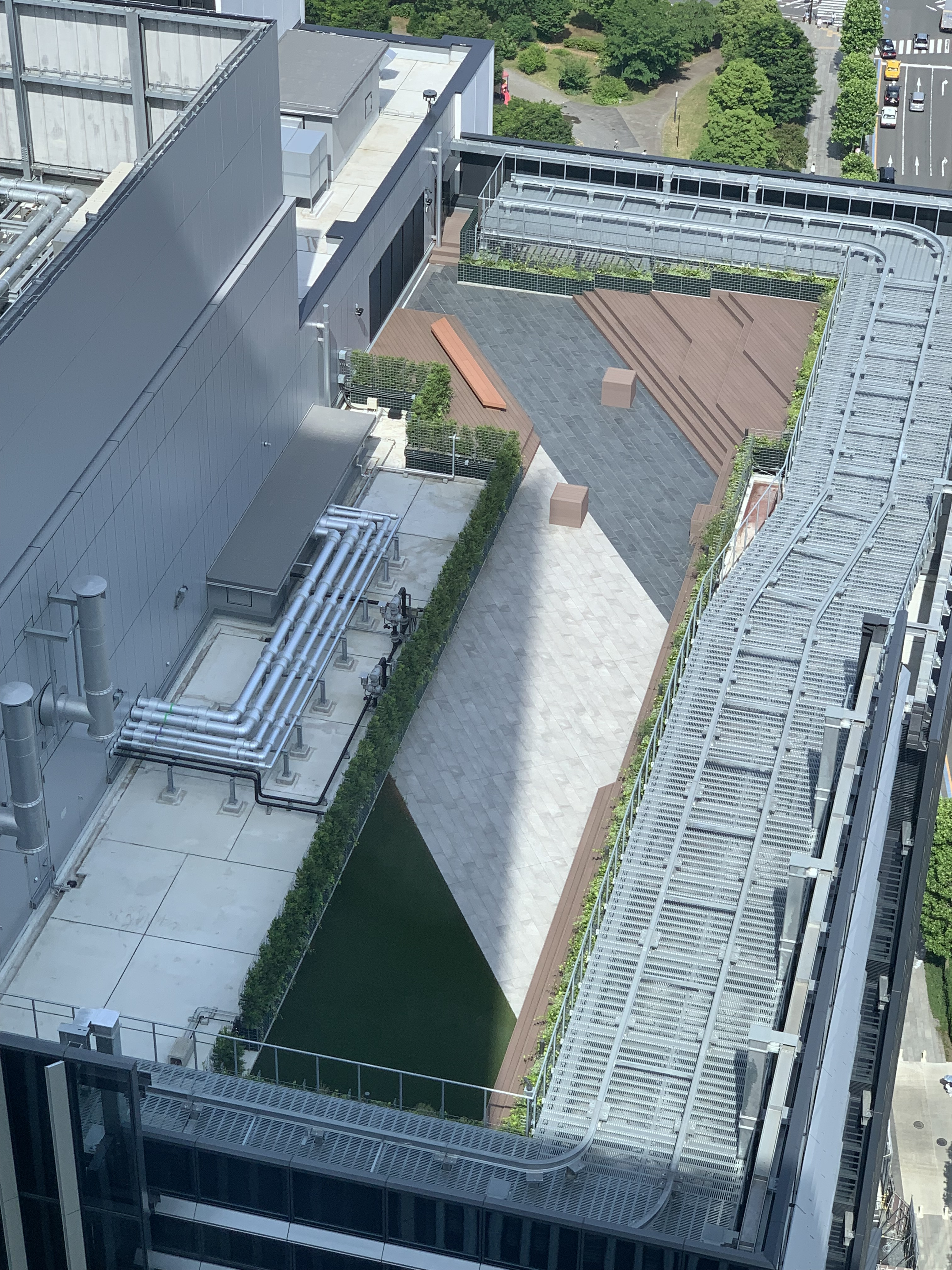
イーストタワーの屋上テラス（ウエストタワー24階より2024年5月撮影）

### 災害対応・認証取得
建物は制振構造となっており、コージェネレーションシステム (CGS) や非常用発電機（停電時72時間供給可能）を備えている。また、帰宅困難者の受け入れスペースも確保している。
認証取得では、CASBEE横浜のSランク認証や建築物省エネルギー性能表示制度 (BELS) の評価において建築物全体は最高ランクの星5つ、オフィス部分は当地区内初のZEB Ready認証を取得している。この他、感染症対策のグローバル評価基準として「WELL Health Safety Rating」の取得も目指している。

### 当施設の立地特性
当施設は前述のとおり、みなとみらい地区の53街区に所在するが、2015年1月に閉鎖した暫定施設「GENTO YOKOHAMA」（ゲント ヨコハマ）の跡地開発として計画されたものである。みなとみらい線の新高島駅周辺に位置し、また当施設付近で同地区の重要な歩行者動線（都市軸）であるグランモール軸とキング軸が交差する結節点となっている。このうち、同線みなとみらい駅方面から新高島駅周辺までを結ぶグランモール軸は、当施設の開発によりすずかけ通り歩道橋と接続され完成を迎えている。さらに横浜グランゲート（54街区）のデッキとも接続しており、その先のみなとみらい歩道橋やNISSANウォーク、はまみらいウォークを通って横浜駅東口方面にもデッキレベルでのアクセスが可能となっている。
一方、2027年5月の完成に向け開発が進行中の52街区方面ともデッキレベルで接続する計画となっており、この開発が完了した際にはキング軸も完成を迎える予定である。

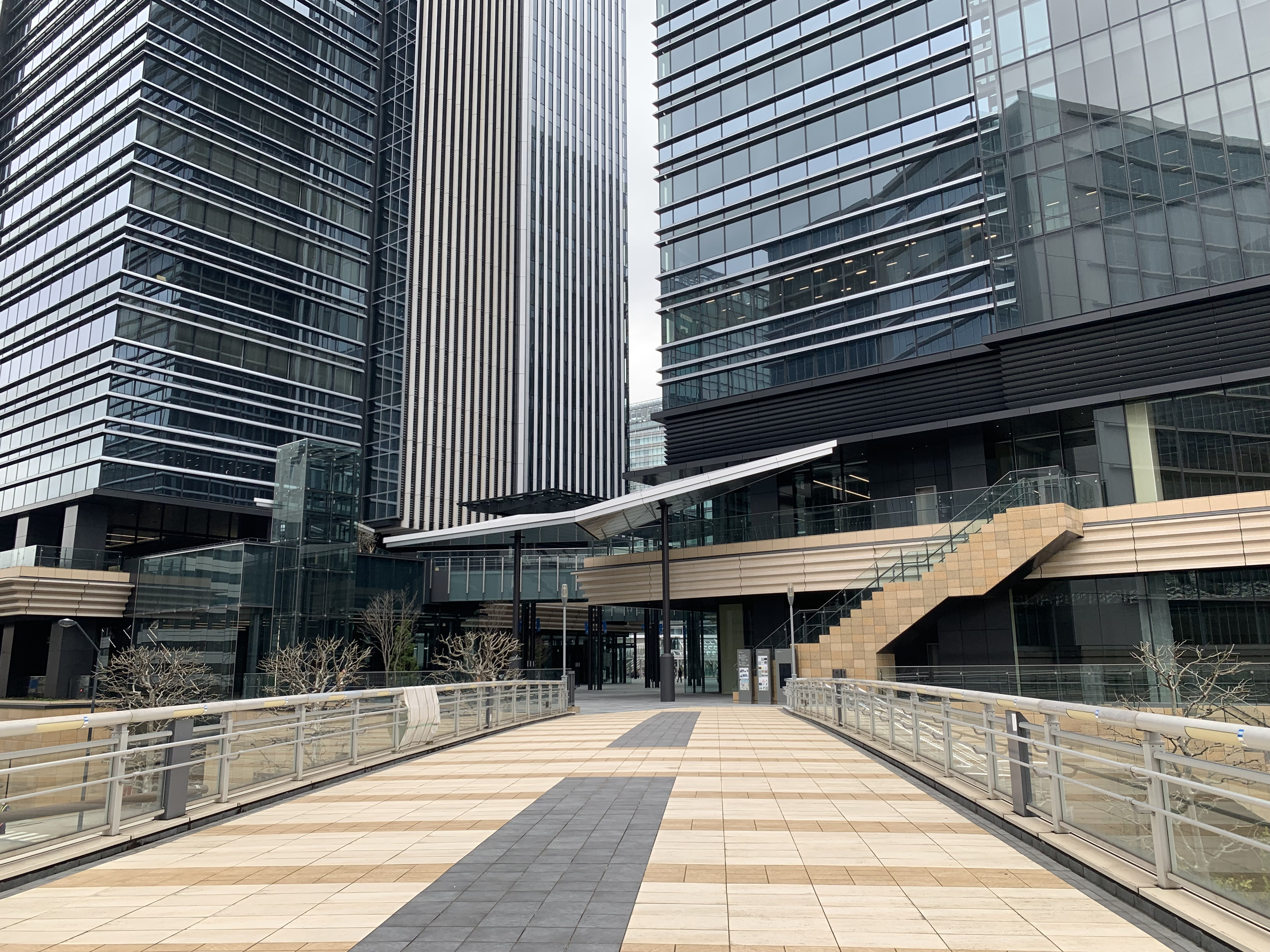
当施設の開発期間中は閉鎖していたが竣工翌日に再開通したすずかけ通り歩道橋、グランモール公園と当施設を接続している（2024年4月）
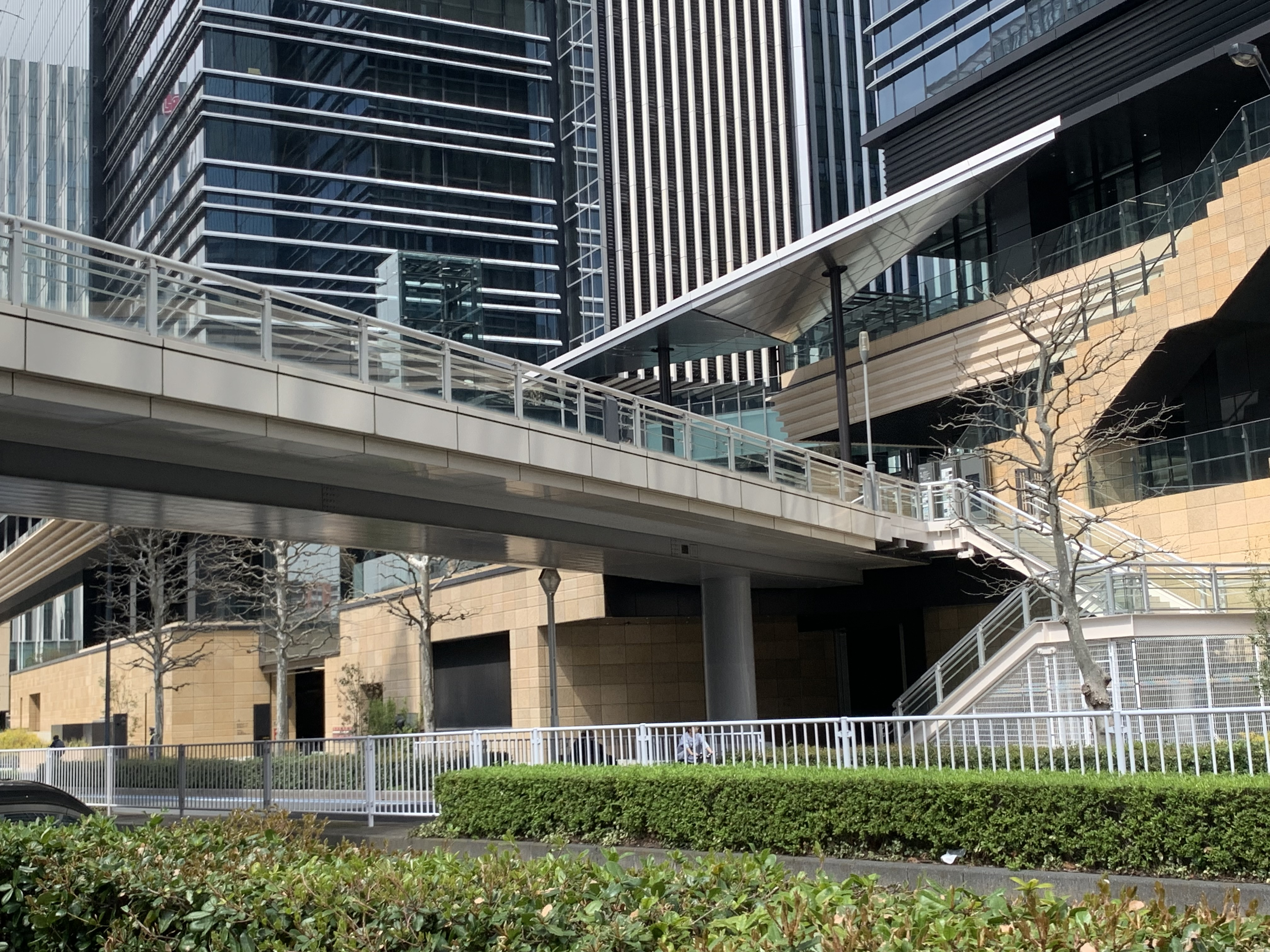
すずかけ通り歩道橋との接続部（2024年4月）
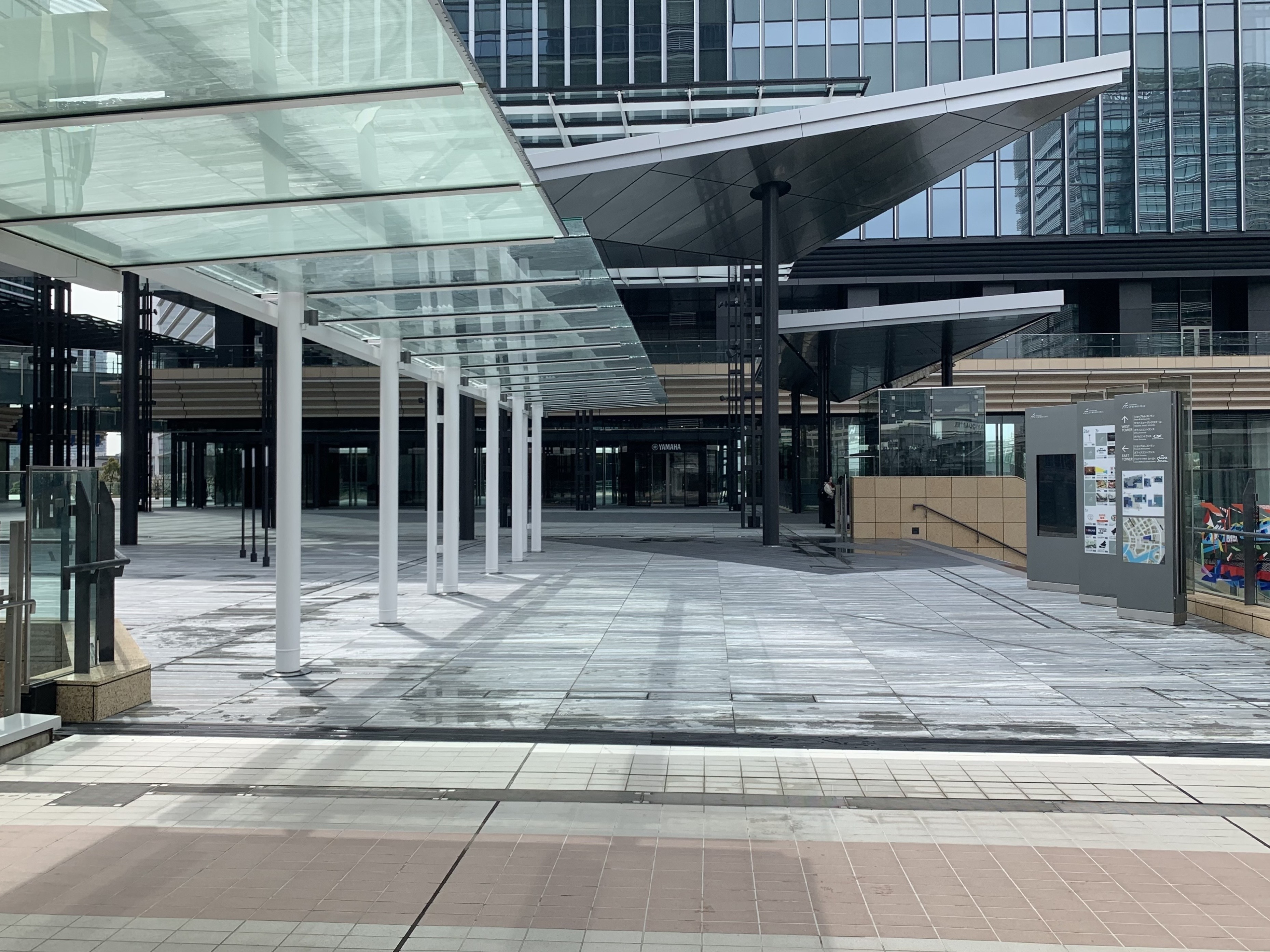
横浜グランゲート方面のデッキより（2024年4月）

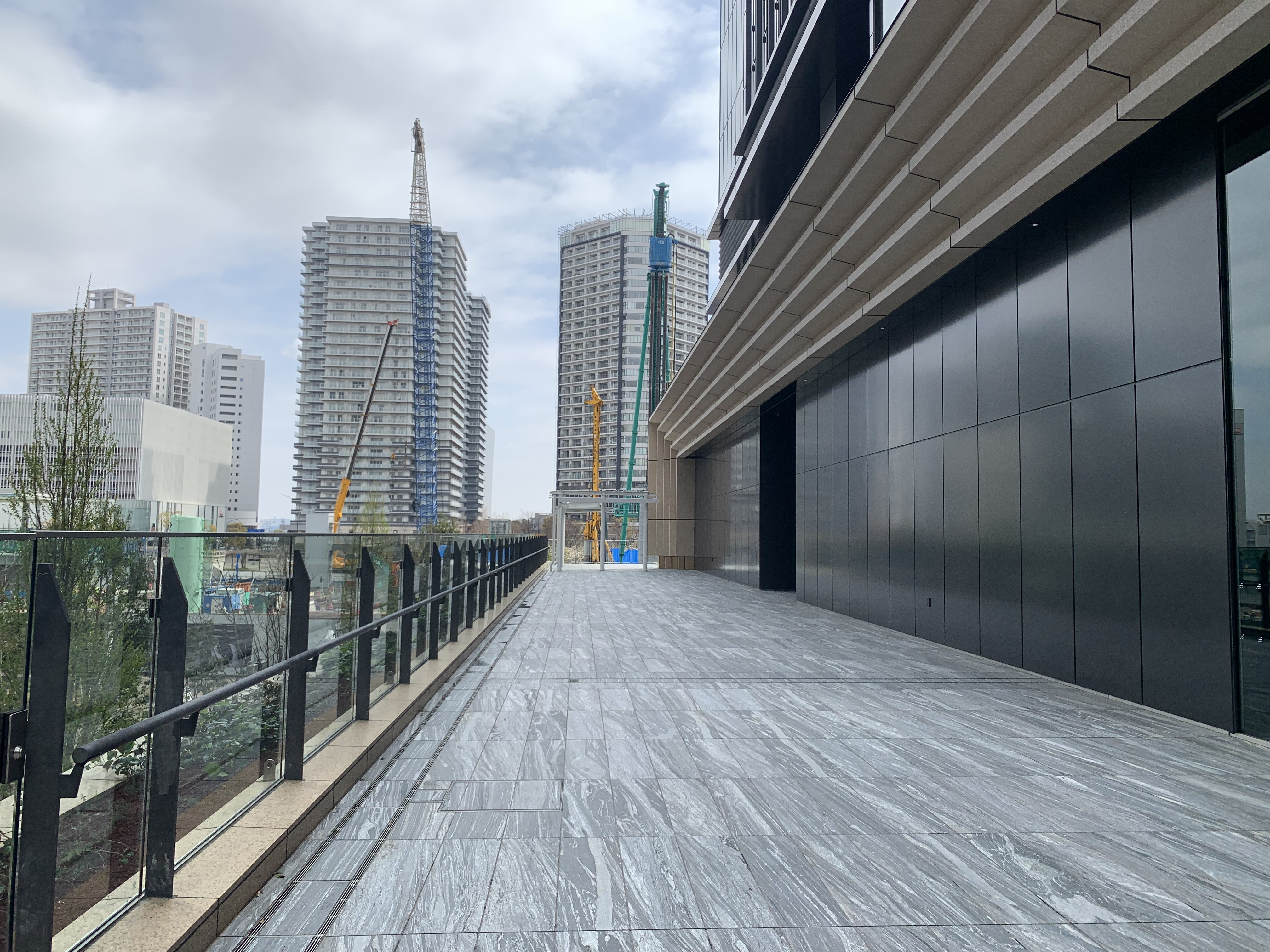
52街区方面への2階デッキ（2024年4月）
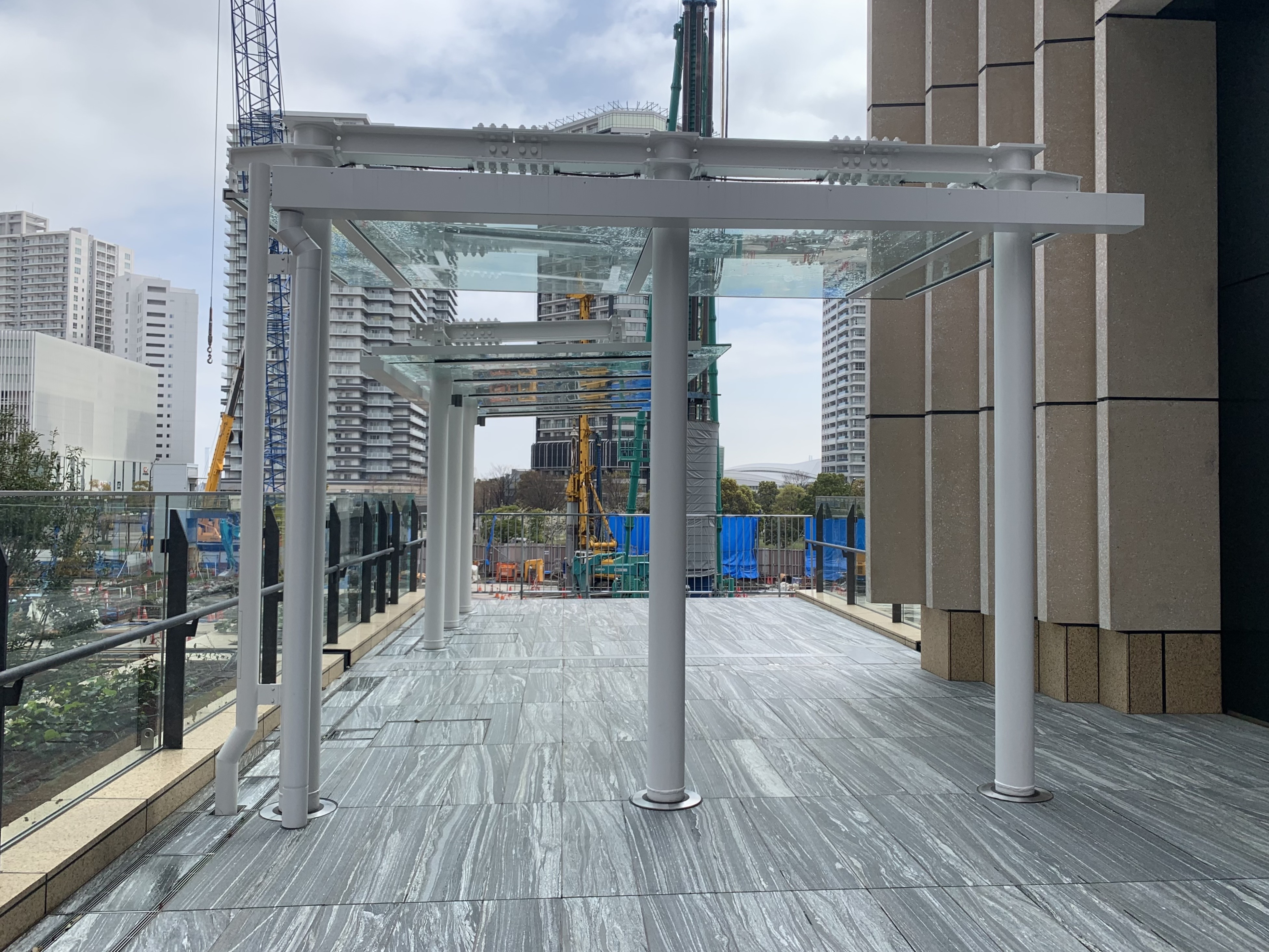
このデッキは52街区が開発中のため現状途切れている （2024年4月）

## プラザ・歩行者空間
ウエストタワーとイーストタワーの間や周辺にはコモンスペースとしてプラザ（広場）や歩行者空間が整備されており、当企業グループのノウハウを活かした様々なイベントも開催していく方針である。
以下の5か所のプラザを設置している。
ゲートプラザ（1F）
西側の入口となる広場。芝生広場や大階段を設置し、ランチ・ワークプレイス利用のほか、展示・体験イベントなども開催。
グランモールプラザ（2F）
ガラス大屋根やステージを設置し、全天候型の空間で様々なイベントや音楽イベントなども開催。
コーナープラザ（1F）
南西側のウエストタワー1階エントランスに誘導する空間。キッチンカーの設置も想定。
スカイプラザ（3F）
階下のグランモールプラザ・ストリートを見渡せる憩いの空間。両棟のスカイプラザはデッキで接続されている。
キングプラザ（1F）
キング軸沿いに整備された休憩もできる空間で、周辺店舗によるイベントやマルシェなども開催。
この他、両棟間の2階通路としてグランモール軸の一部でもある「グランモールストリート」が整備されており、前節のとおりグランモール公園方面と接続するすずかけ通り歩道橋や横浜グランゲートのデッキとも接続している。

### 各プラザ・ストリートのギャラリー
ゲートプラザ（1F）

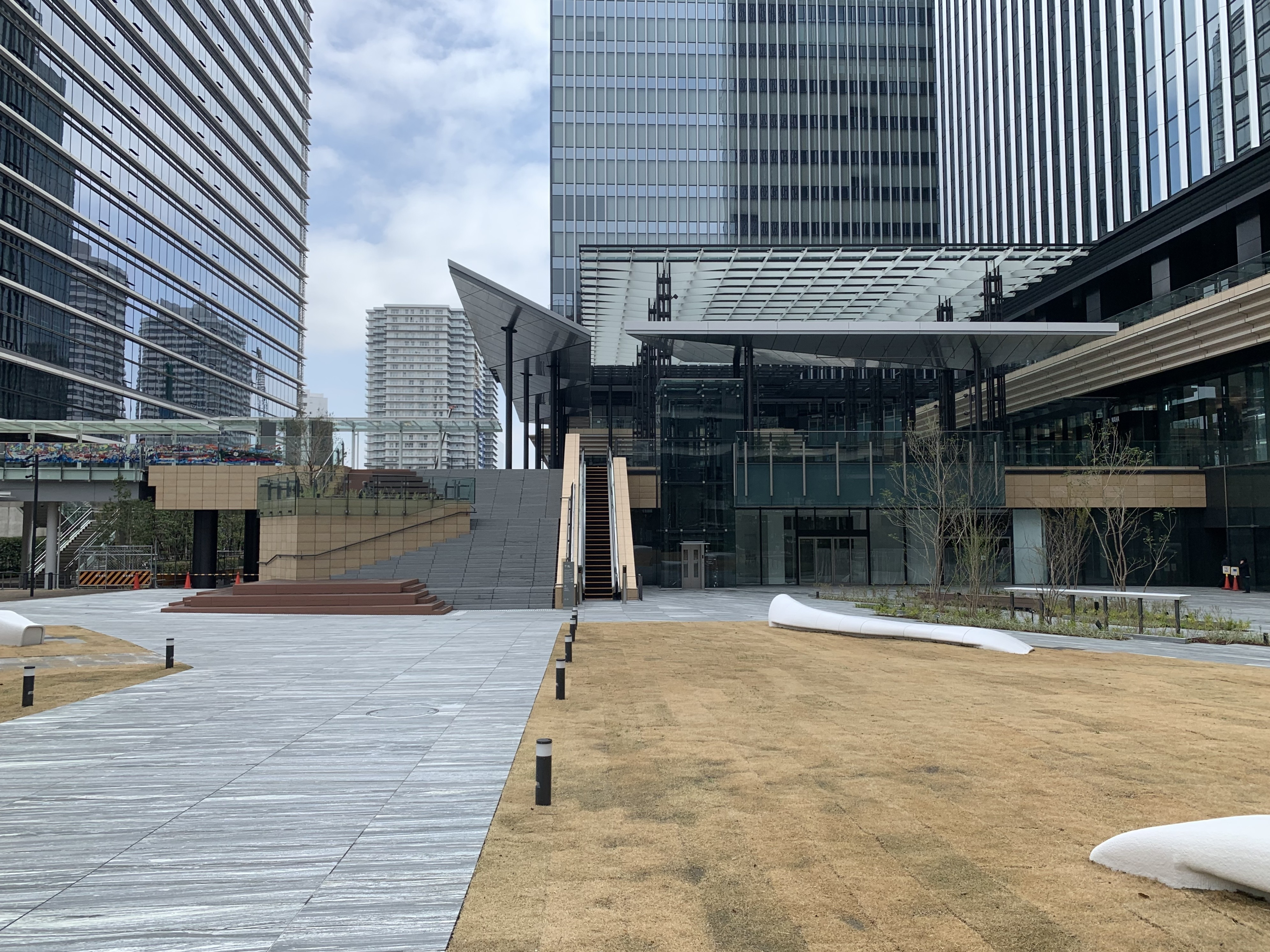
芝生広場や大階段が設置されている（2024年4月）
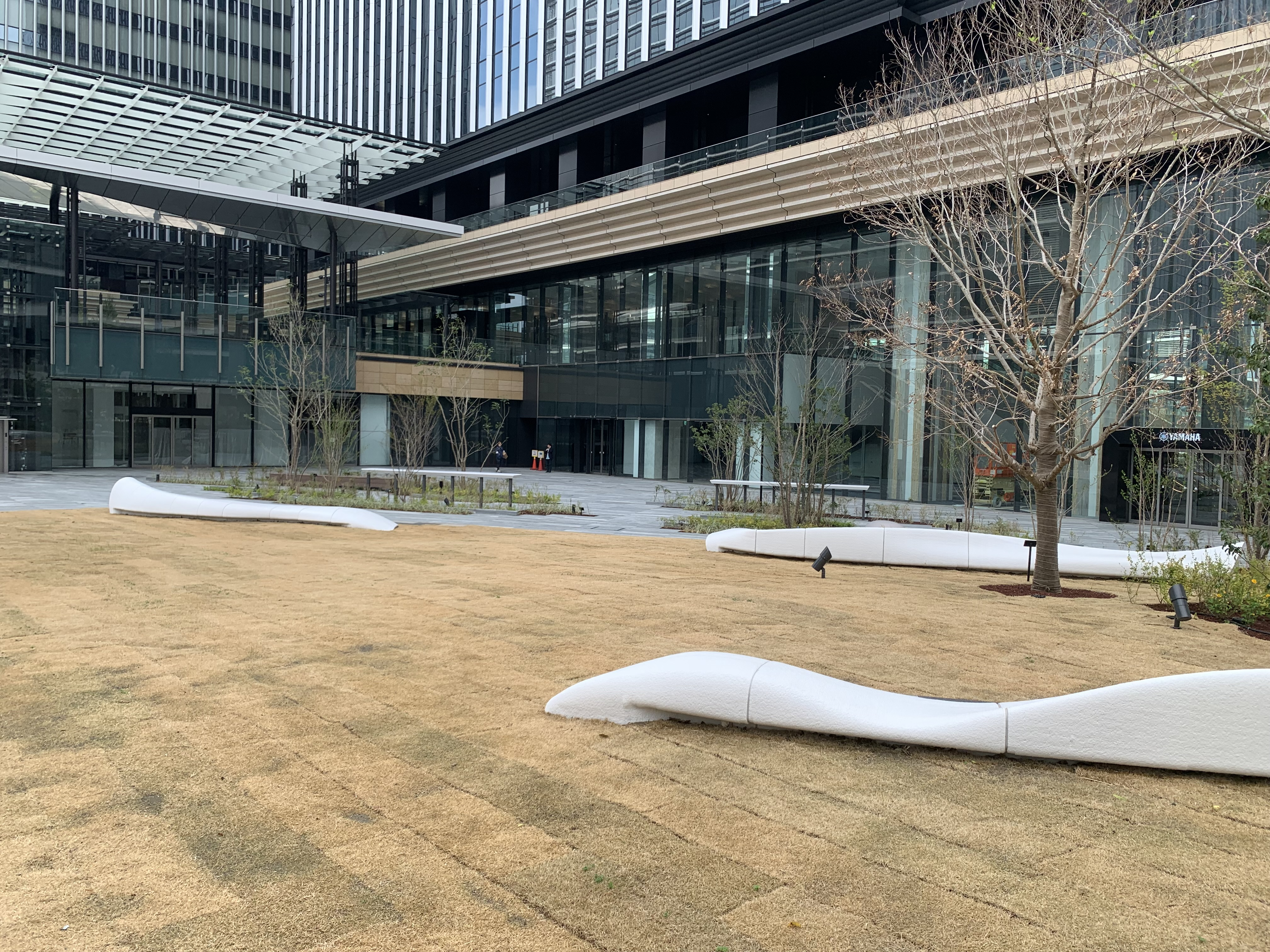
クジラの動きをモチーフにして3Dプリンターで制作されたベンチ[4][28]（2024年4月）
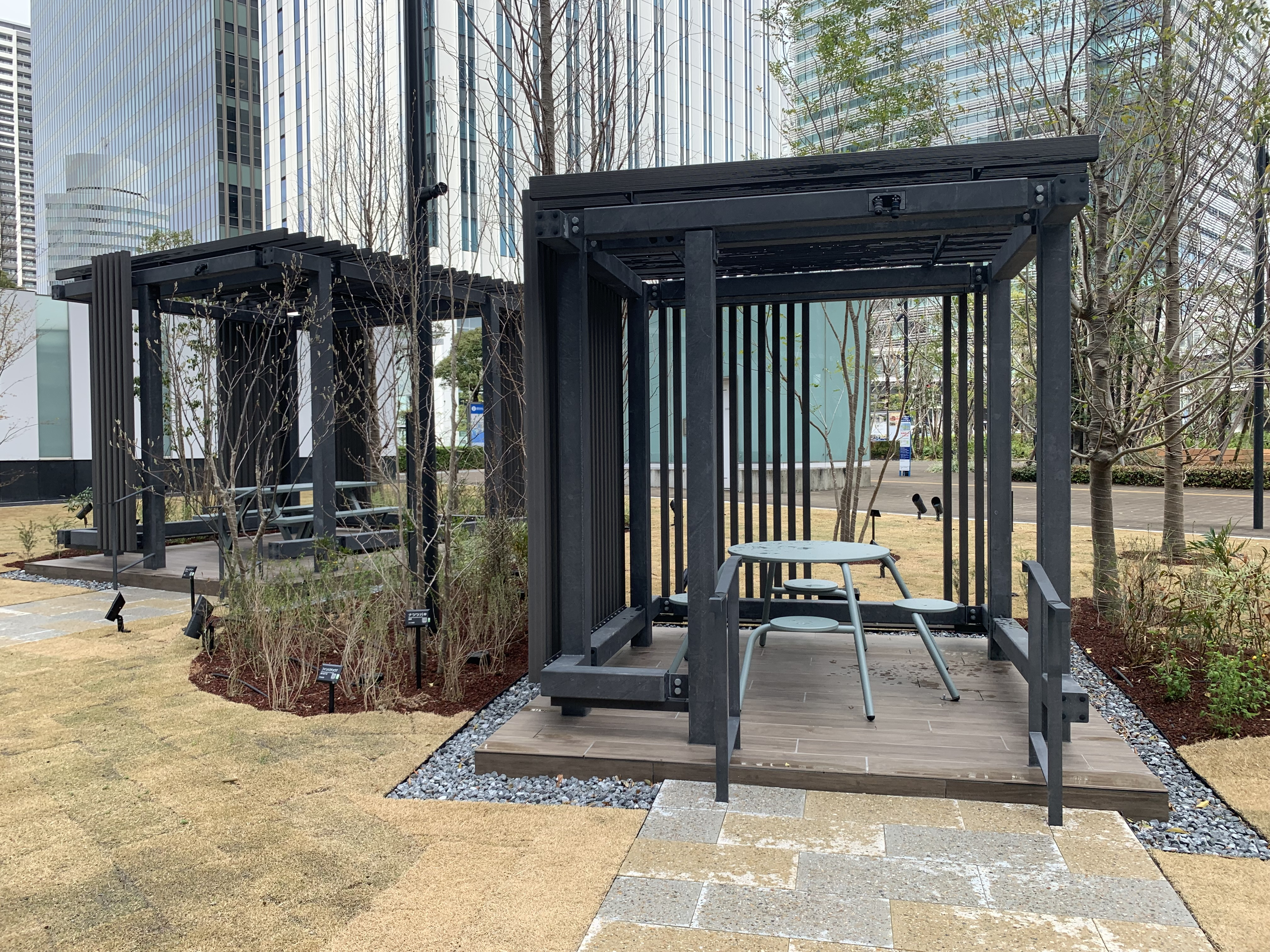
ランチ・ワークプレイス利用を想定したスペース （2024年4月）
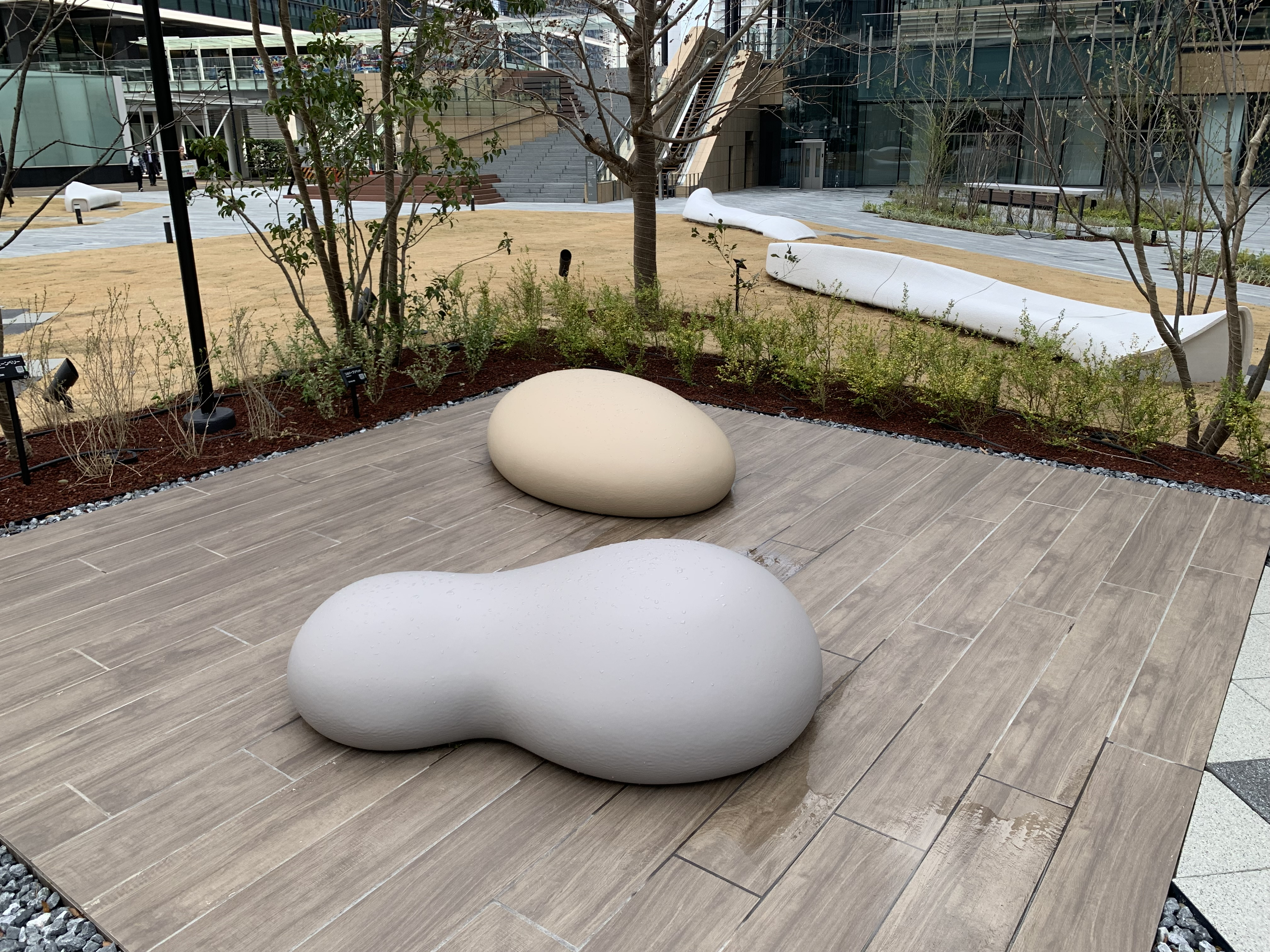
変わった形状のクッション性ベンチ（2024年4月）
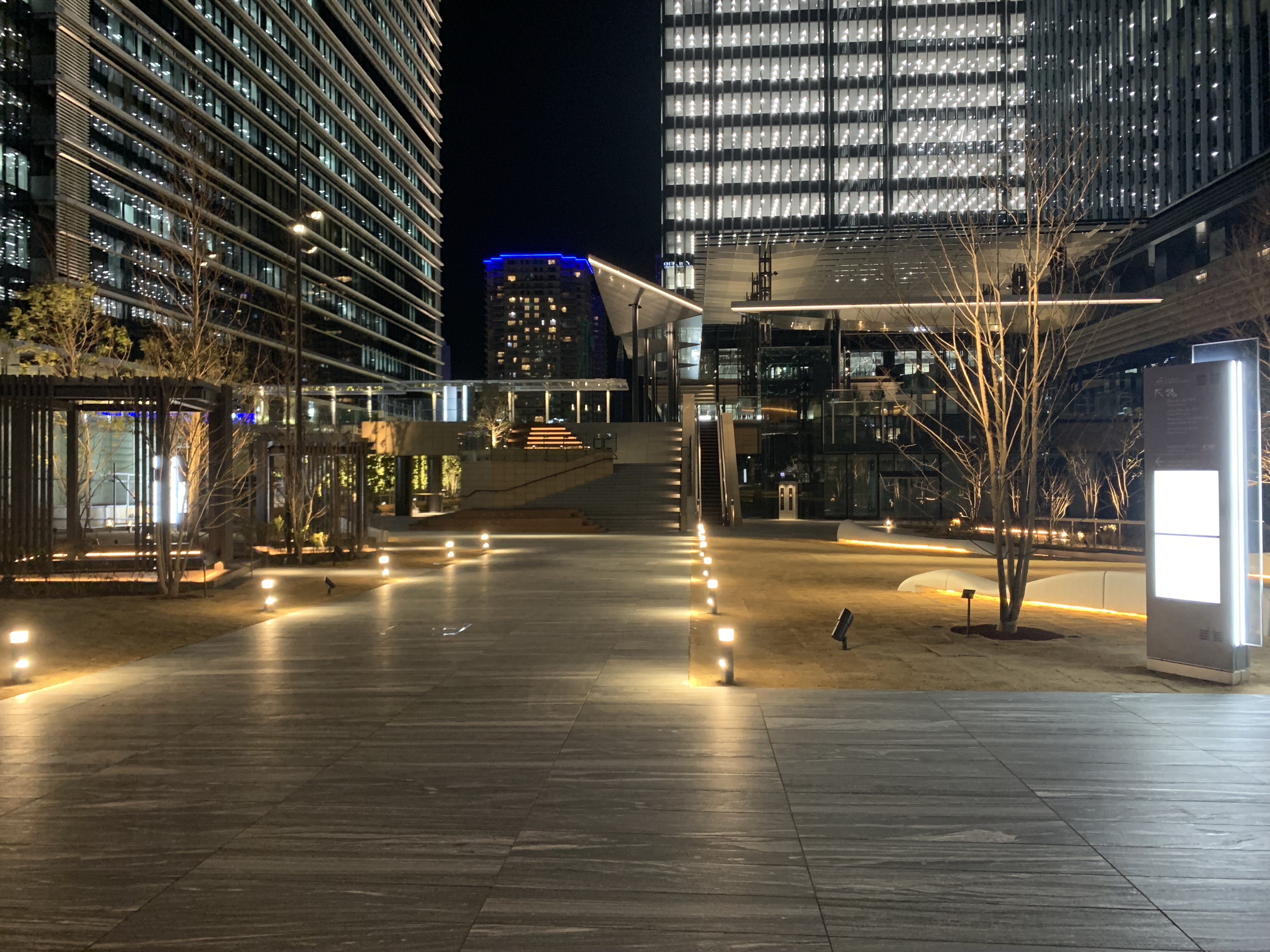
夜間ライトアップ （2024年2月）
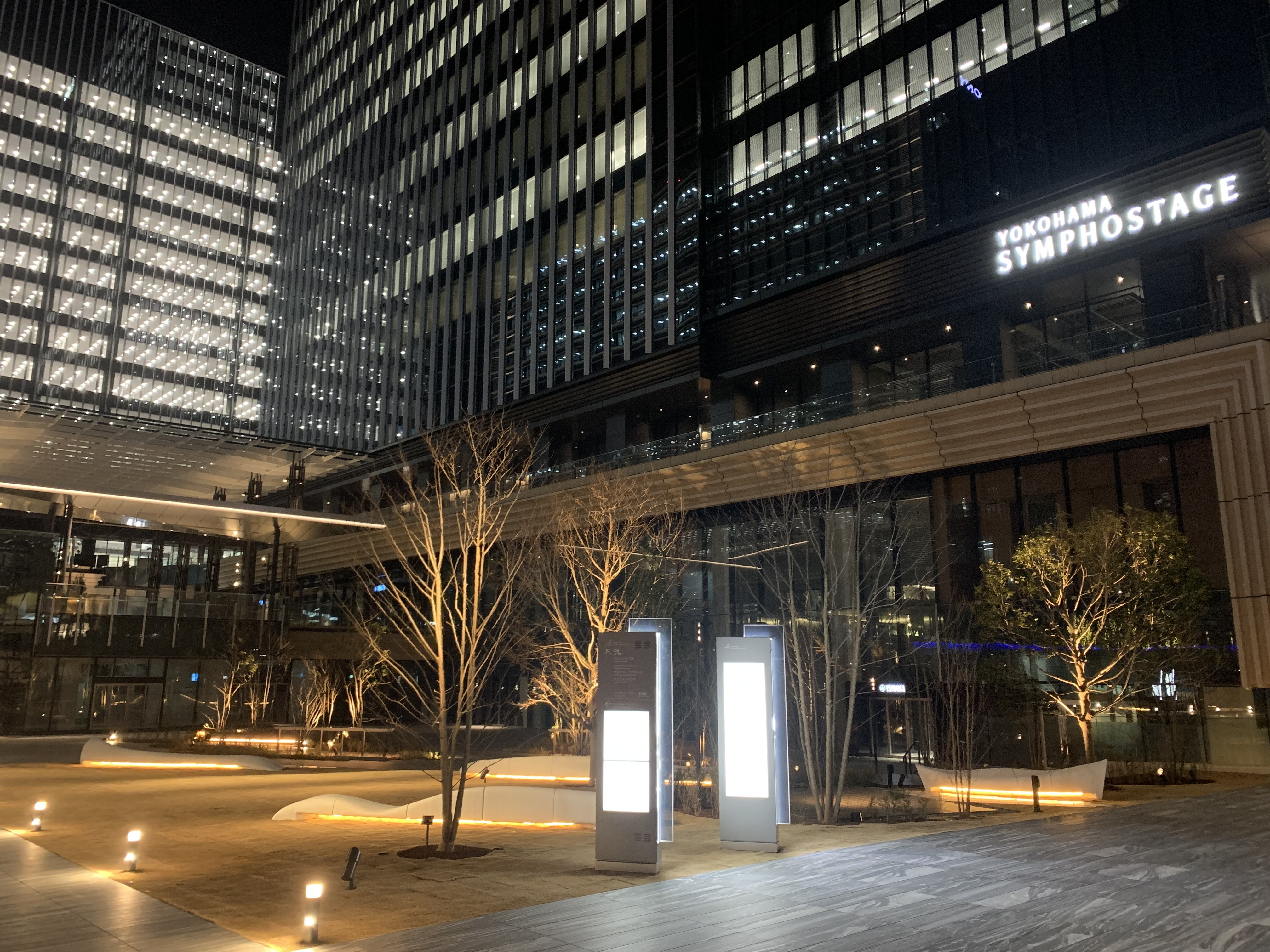
同じくライトアップの別角度（2024年2月）

グランモールプラザ・ストリート（2F）

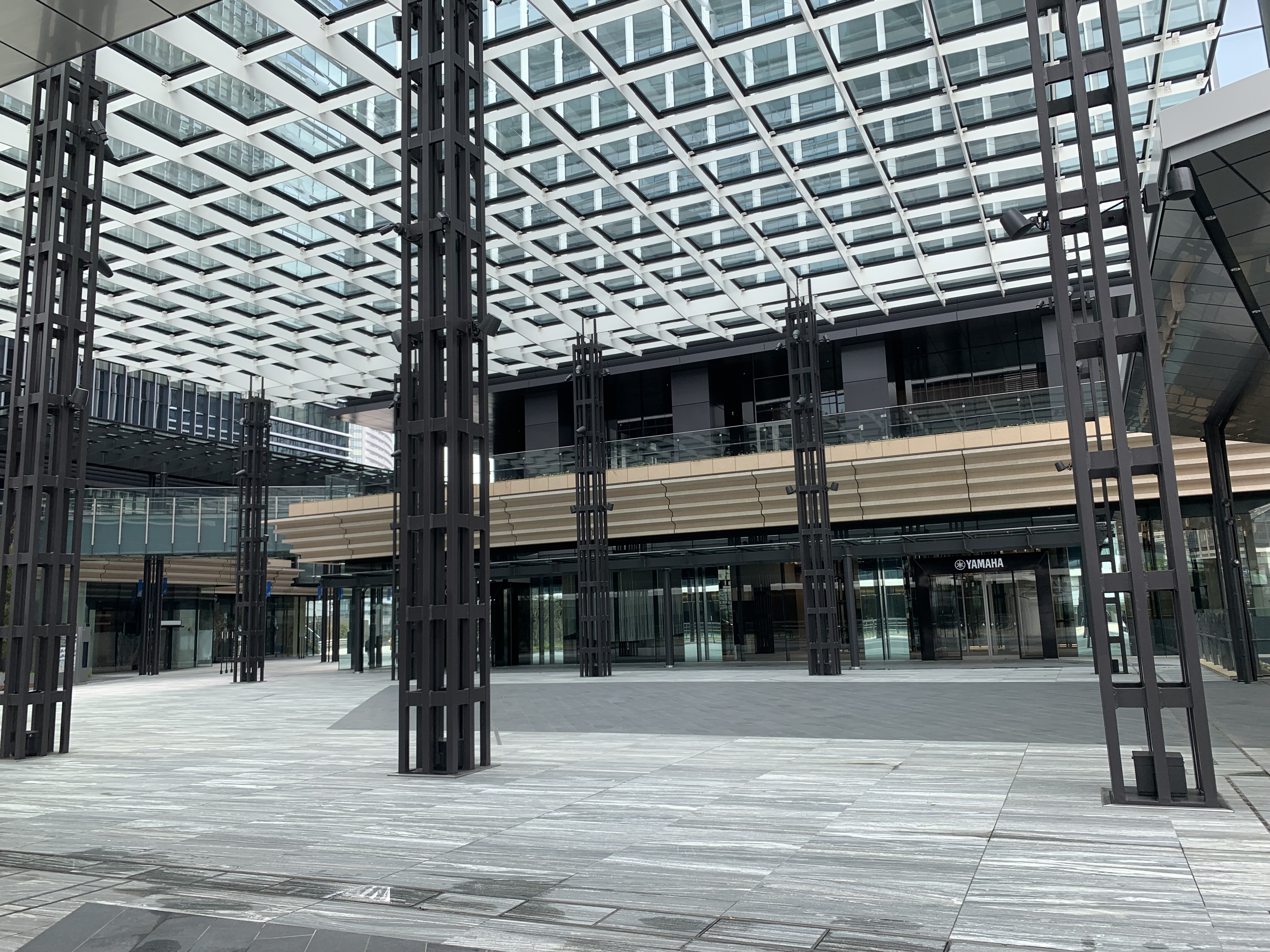
グランモールプラザ （2024年4月）
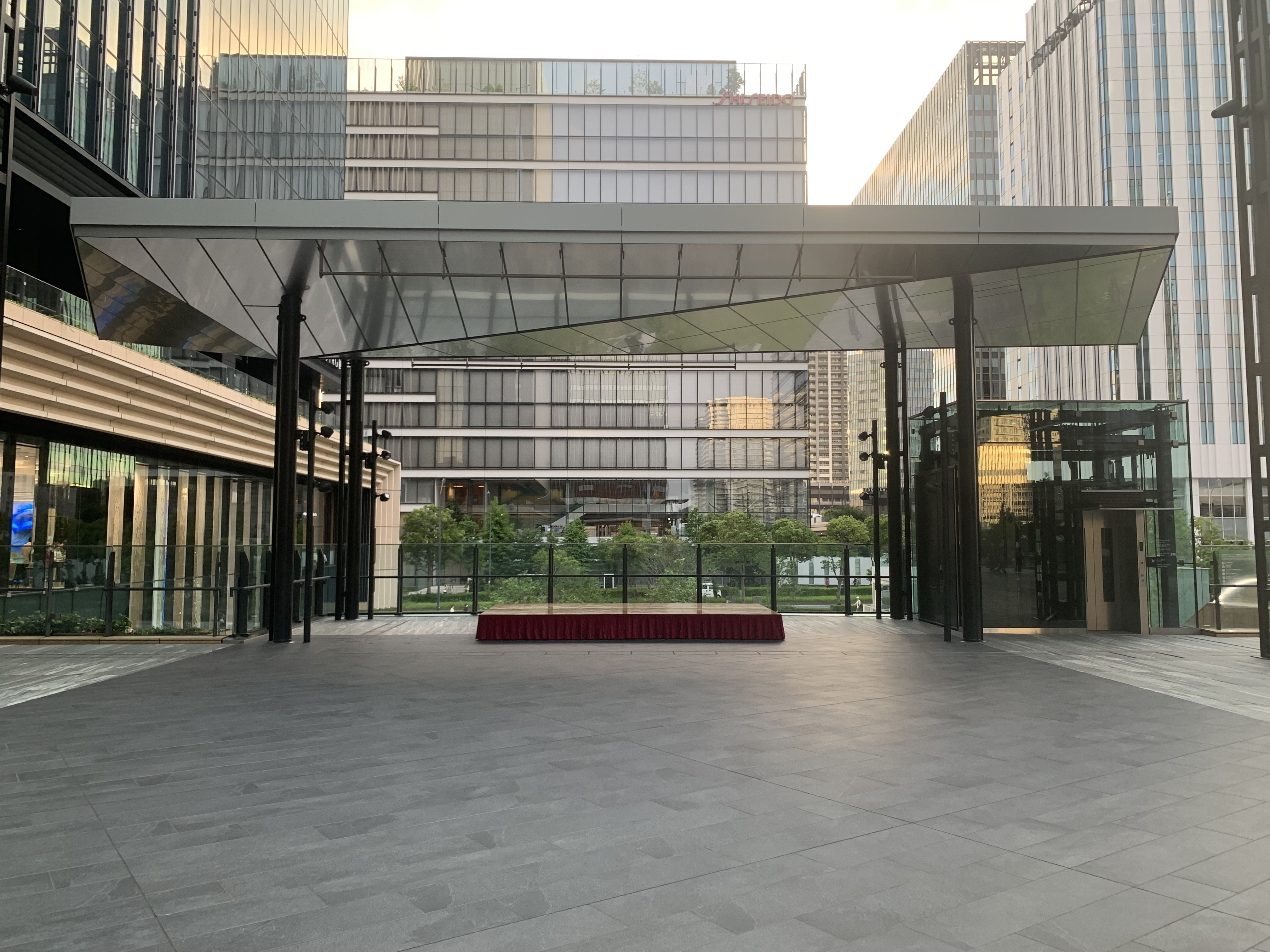
同プラザのステージスペース（2024年6月）
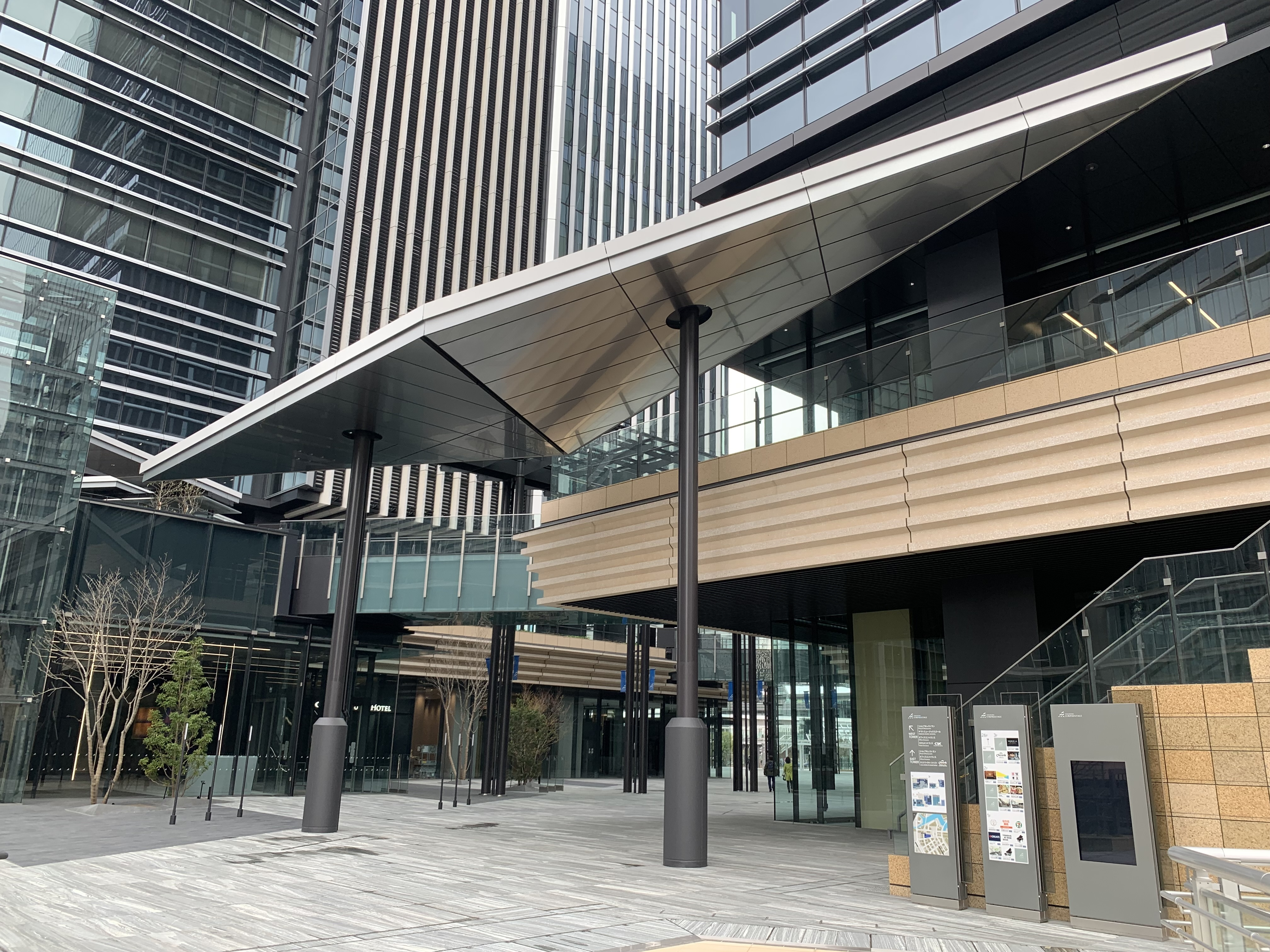
グランモールストリート、すずかけ通り歩道橋側より （2024年4月）
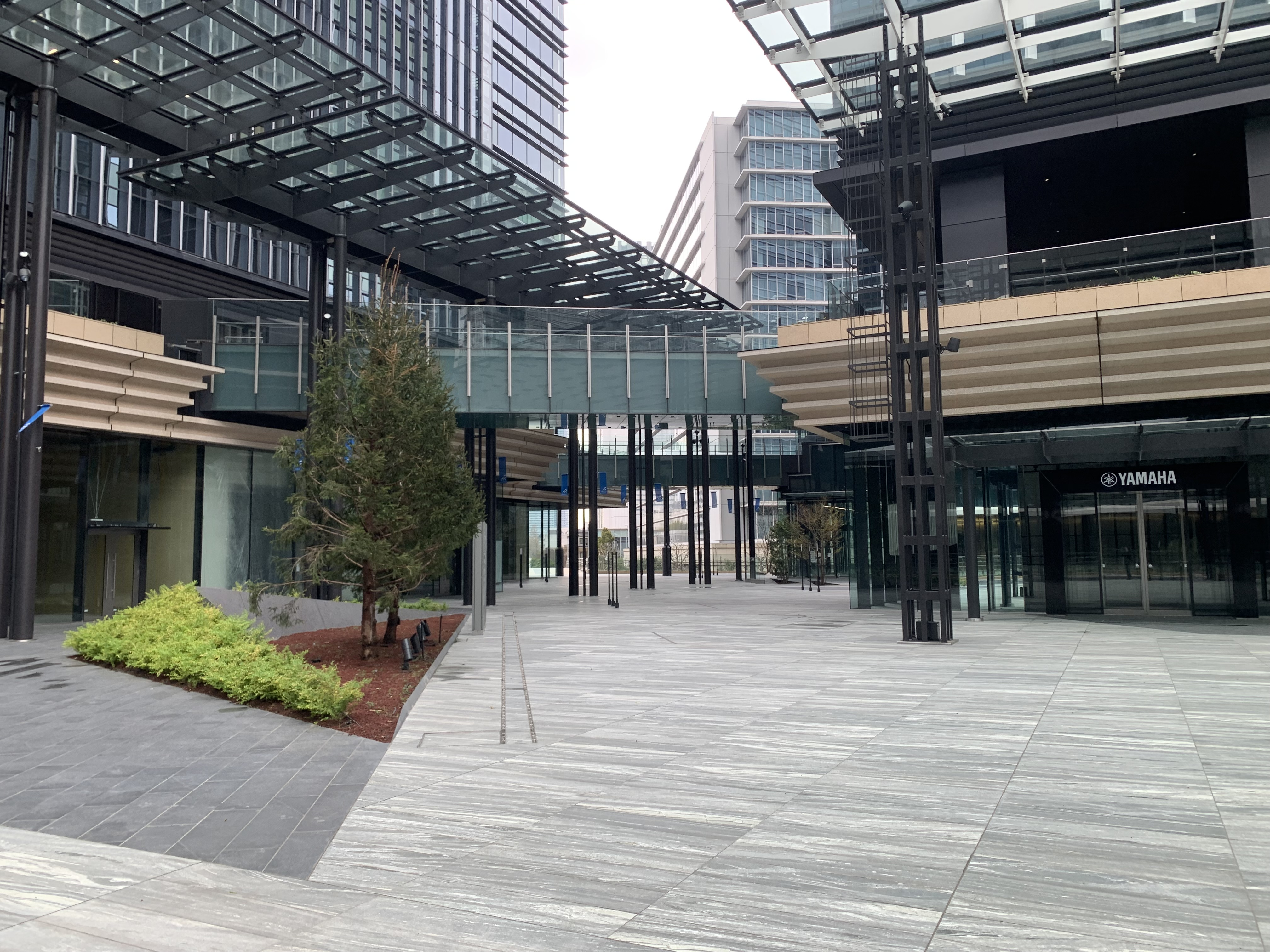
同ストリート上には両棟のスカイプラザを繋ぐデッキが架かっている（2024年4月）

スカイプラザ（3F）

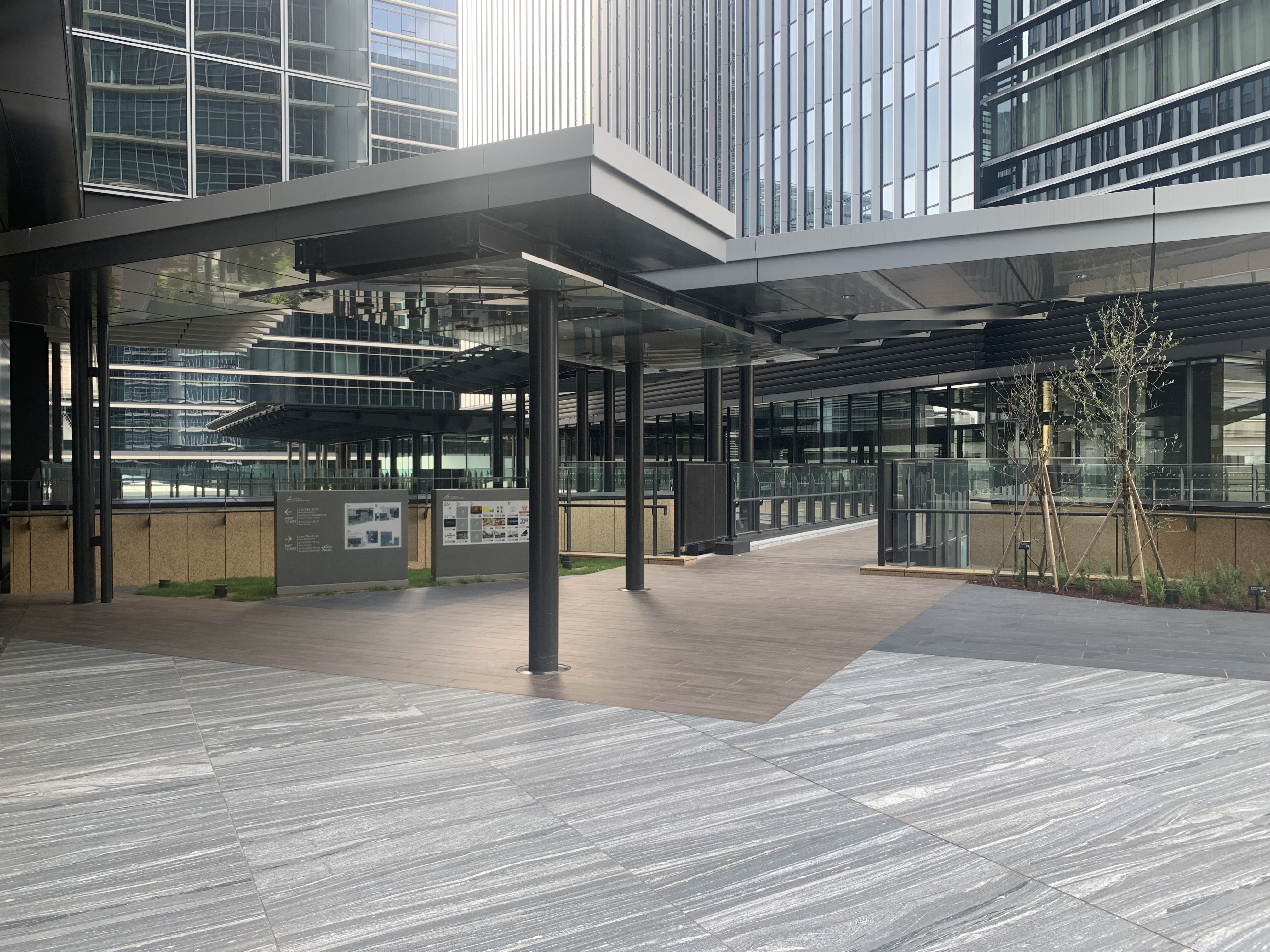
ウエストタワー側のスカイプラザ（2024年5月）
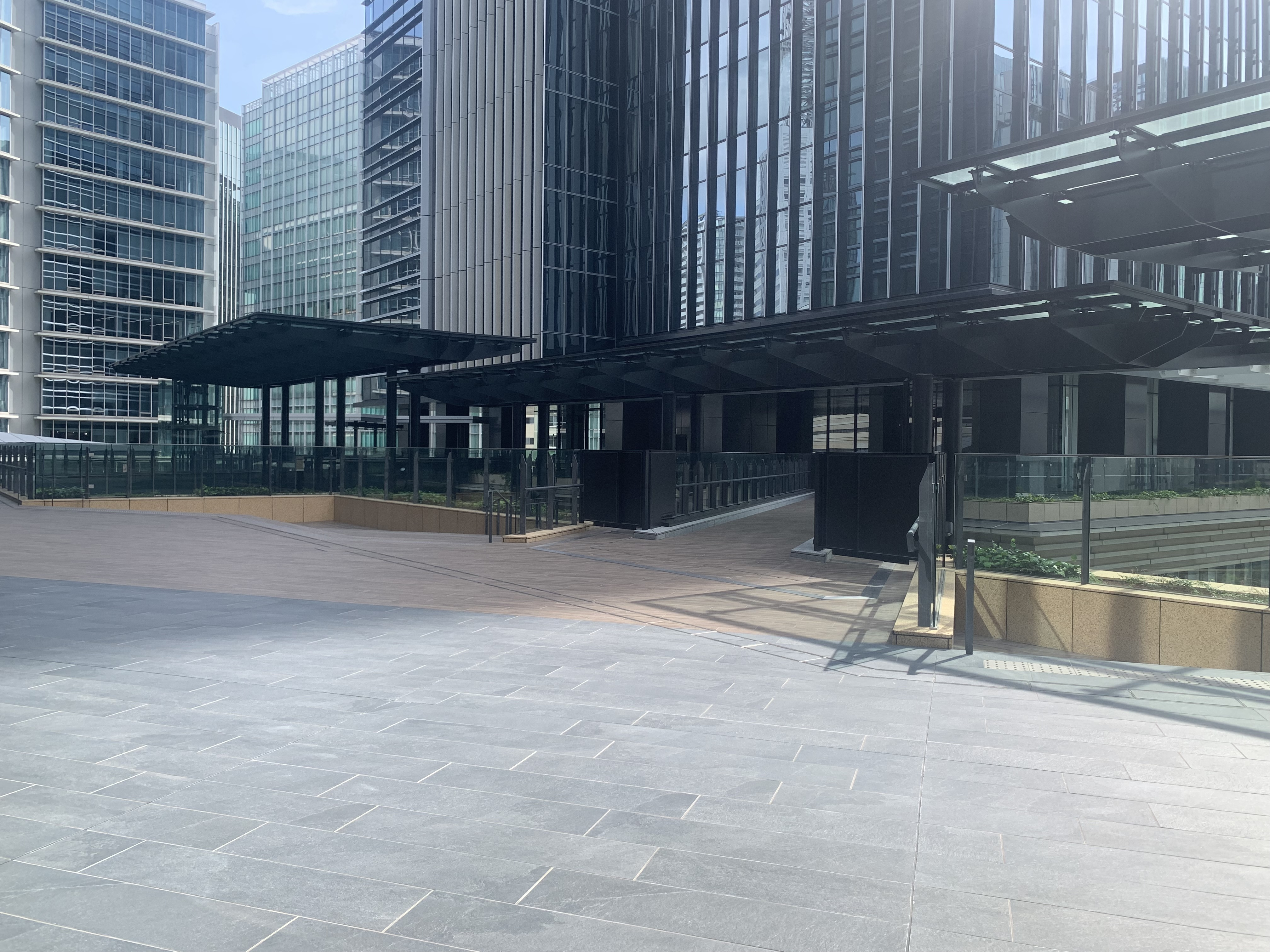
イーストタワー側の同プラザ（2024年5月）
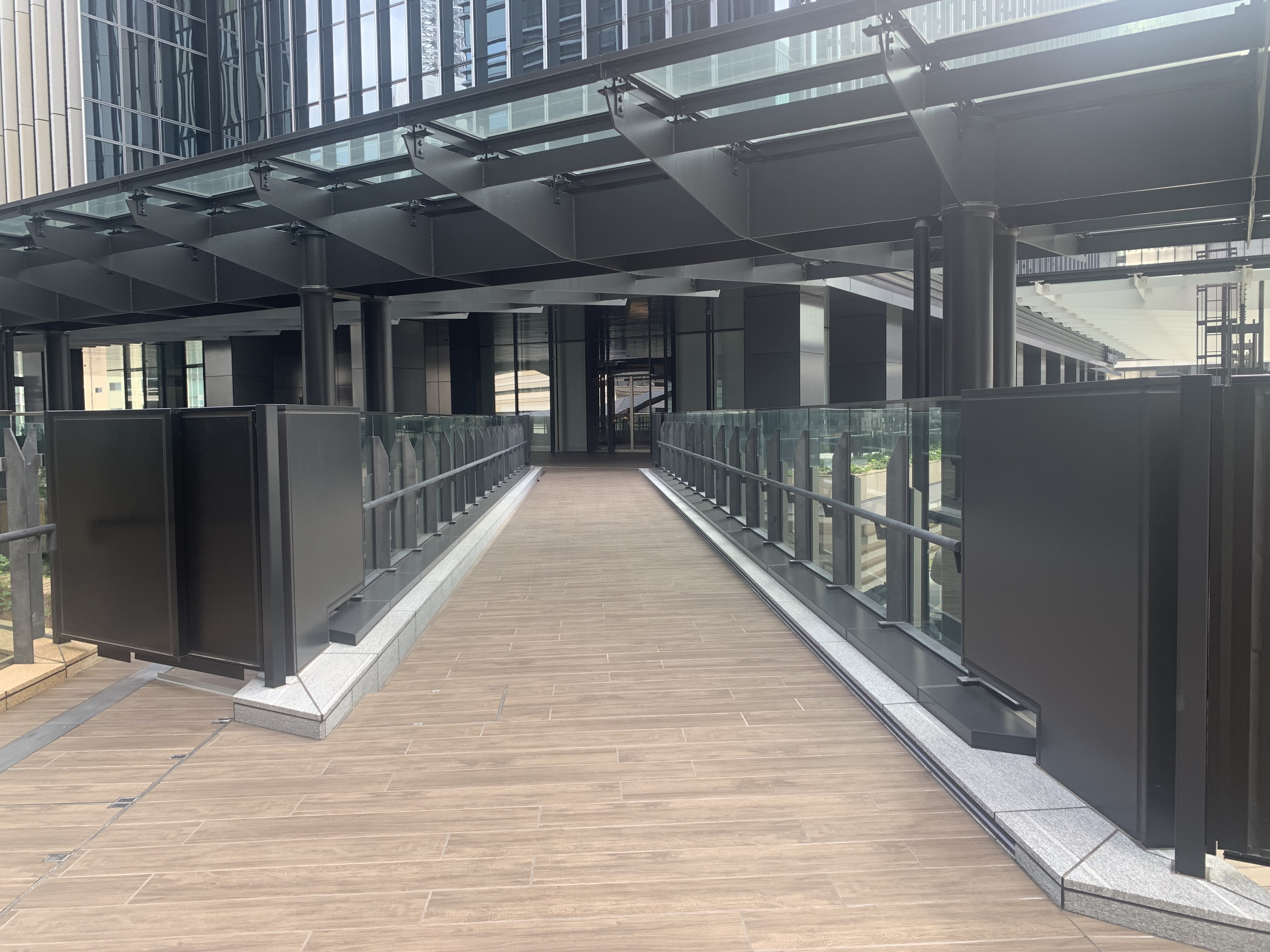
両棟のプラザはデッキで接続（2024年5月）
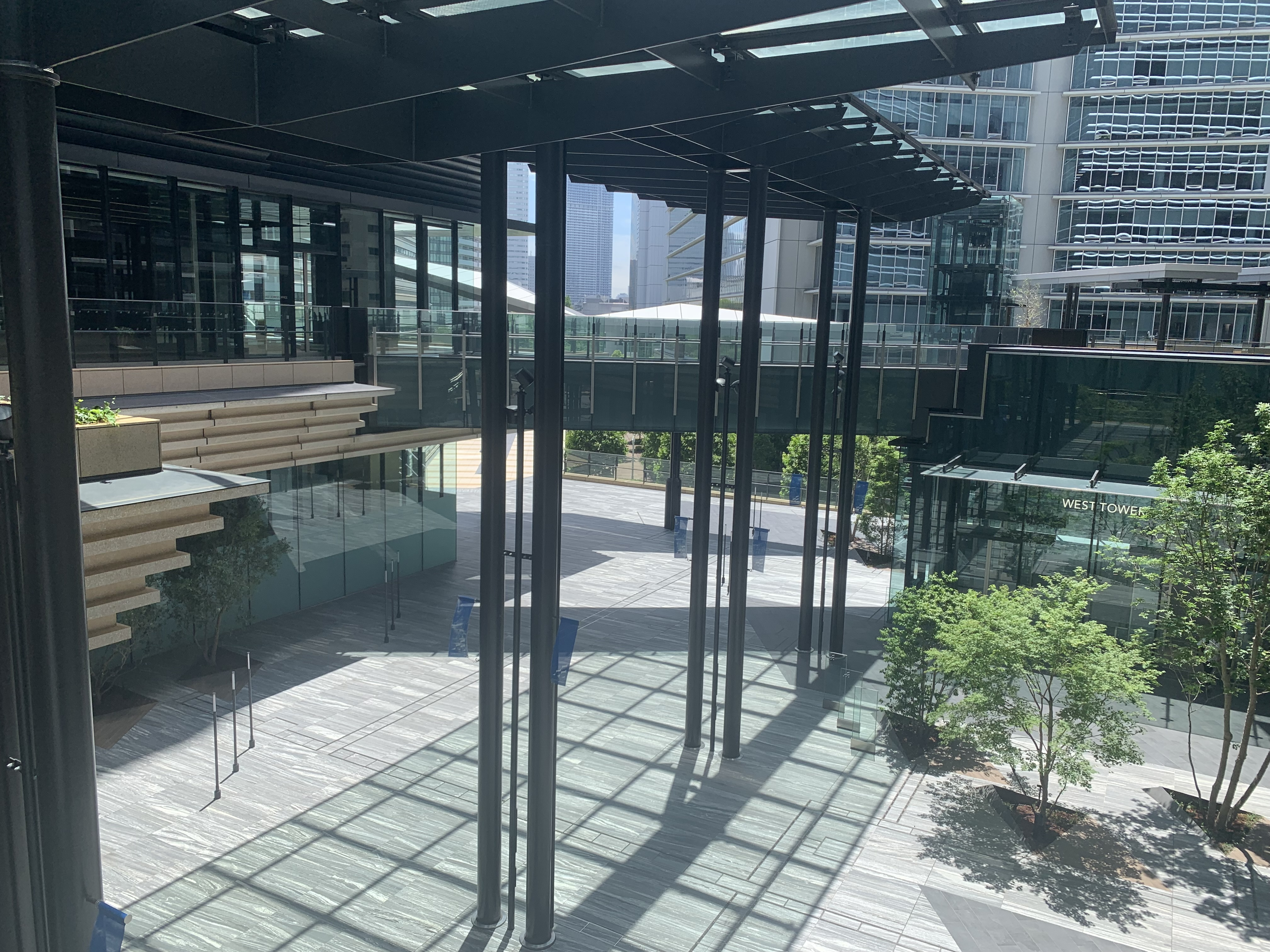
デッキから階下のグランモールストリートを見渡すことが可能（2024年5月）

コーナープラザ / キングプラザ（1F）

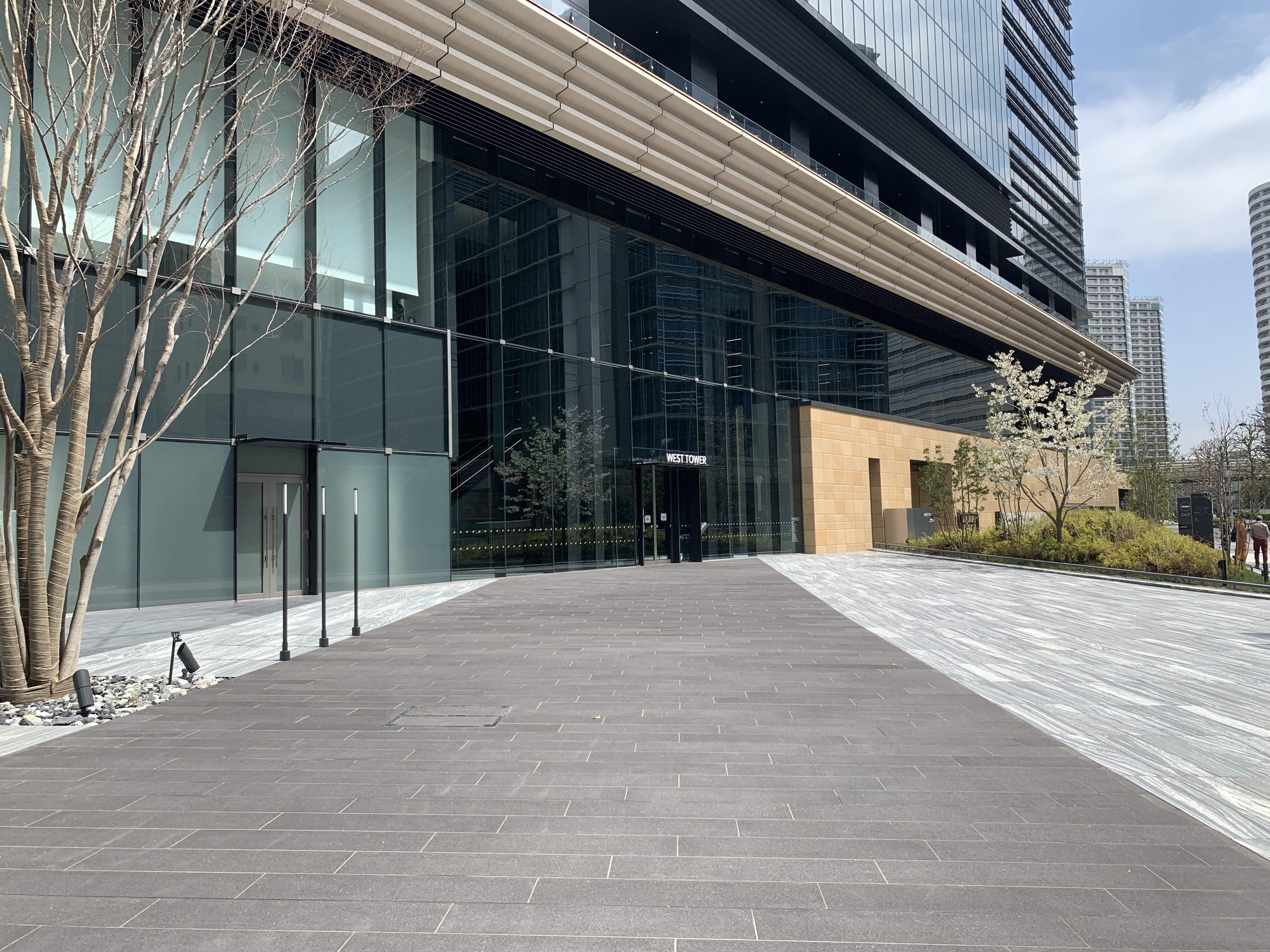
コーナープラザ（2024年4月）
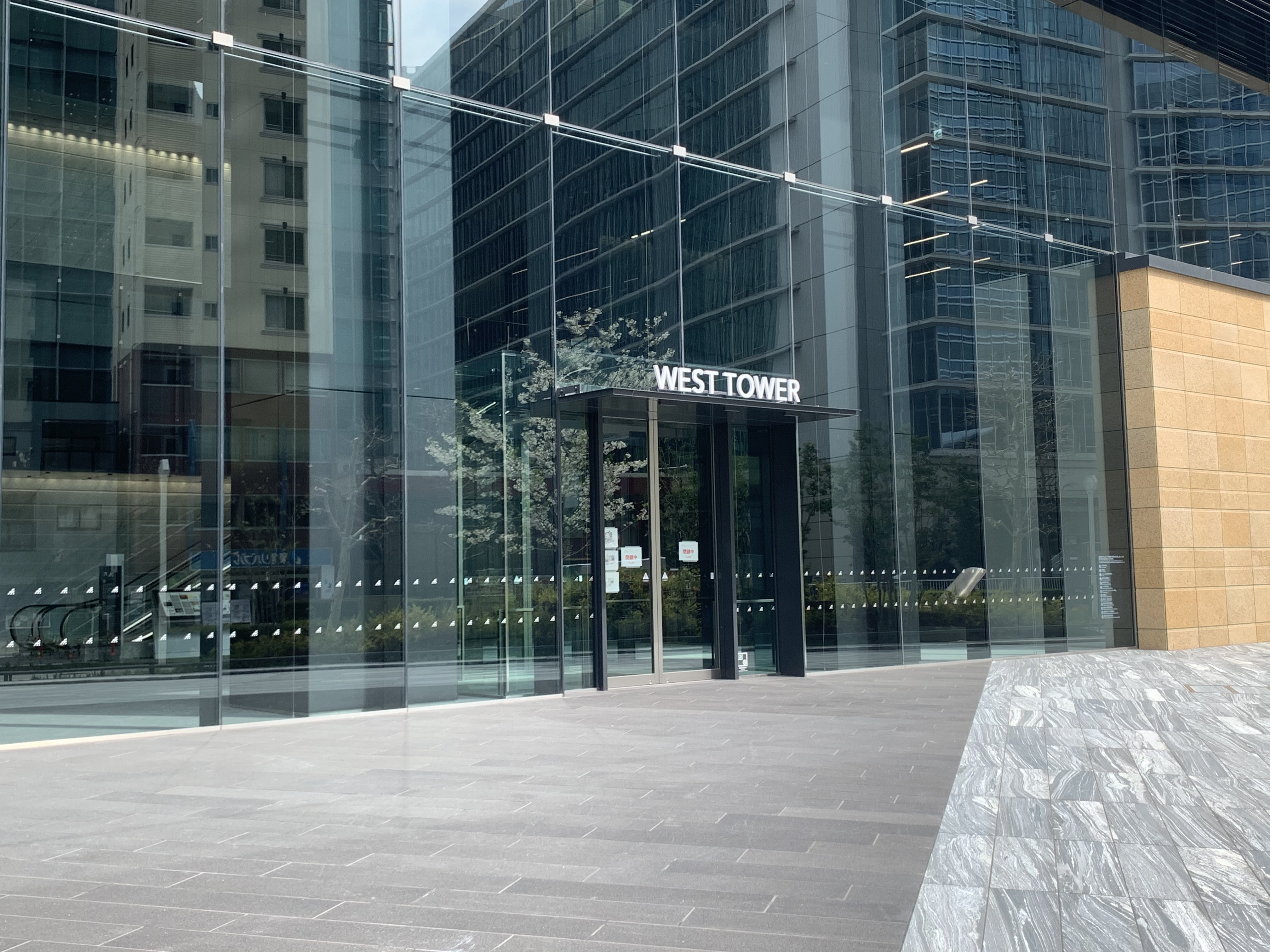
同プラザの先にあるウエストタワーの1階エントランス （2024年4月）
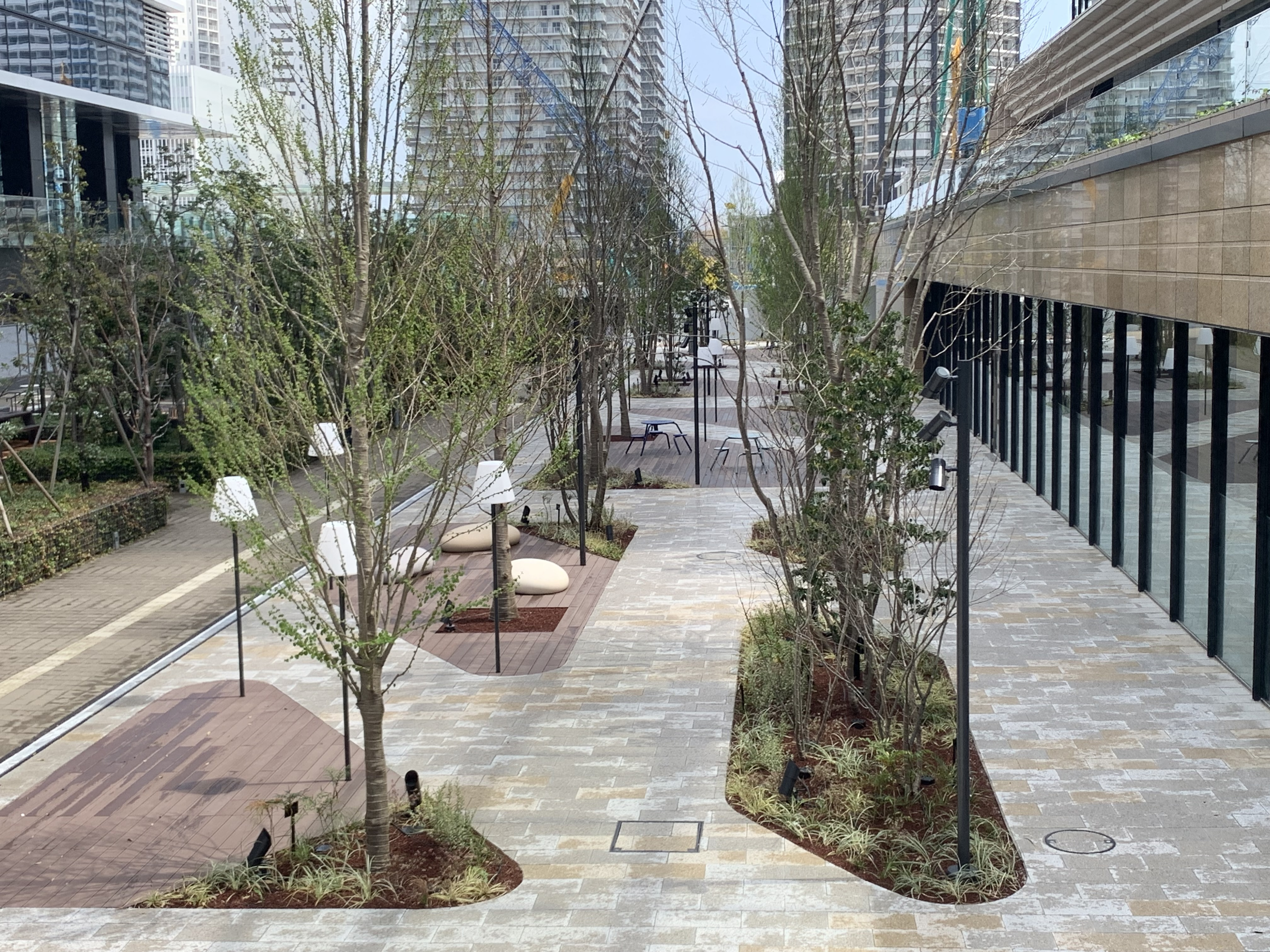
キングプラザ（2024年4月）

## テナント
フロア構成とテナントは公式サイト内「FLOOR DIRECTORY」も参照。

### ホテルフロア (W26-30F)
京急 EXホテル みなとみらい横浜は、「京急 EXホテル」ブランドの横浜初進出となるホテルとして2024年6月24日開業した。ウエストタワーの高層階（26〜30階）を占めており、客室数は150室。ホテルのエントランスは2階に設けられている。
大浴場・露天風呂も同ブランドのホテルとしては初めて設けている。また、ホテルのロビーがある26階にはレストラン（オールデイダイニング「高ようじ」）も設けられている。

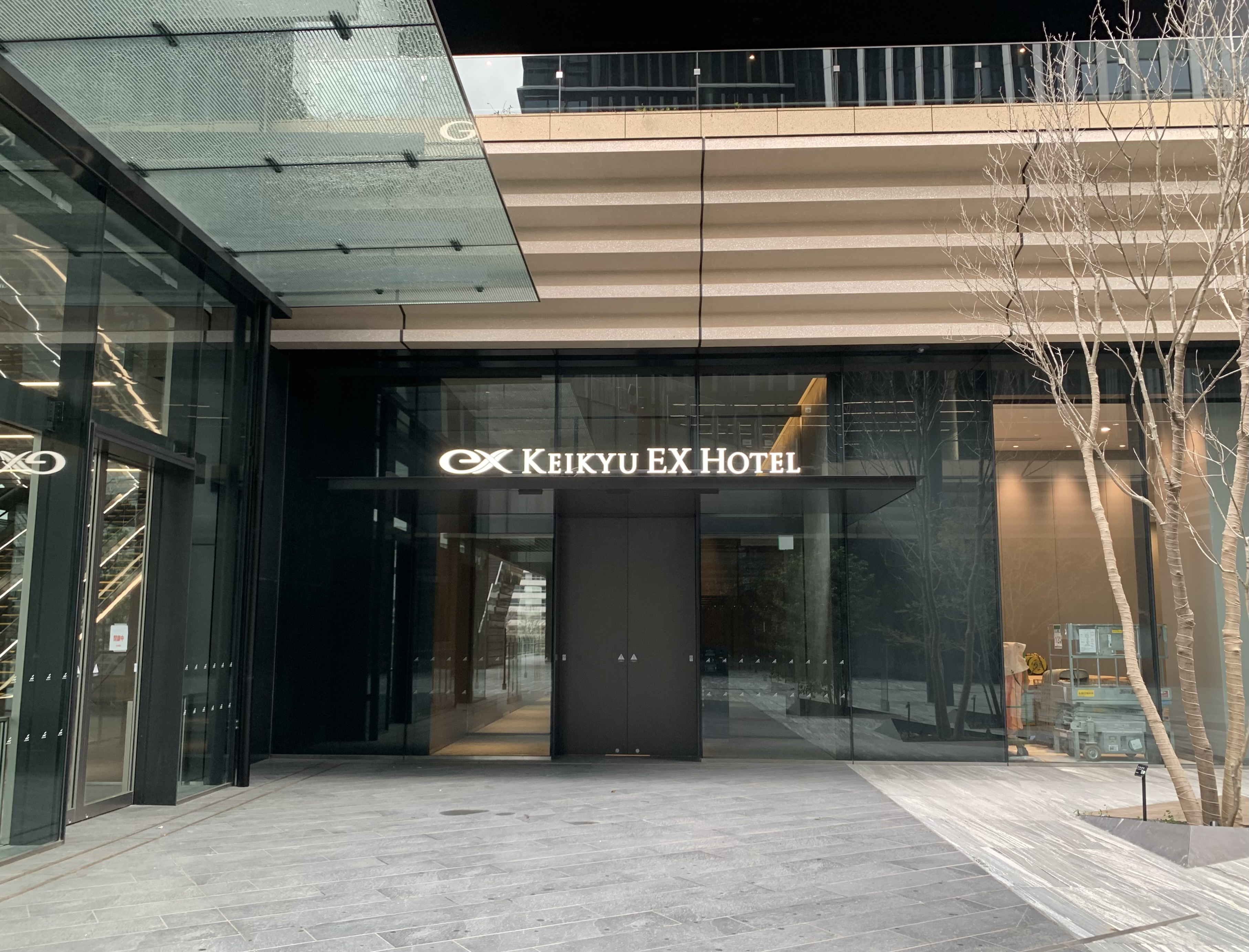
ホテルの2階エントランス （2024年4月）

### オフィスフロア
オフィスのロビーは両棟とも3階に設けられている（ウエストタワーの2階にヤマハ専用のロビーもある）。また、イーストタワー3階の一部にもオフィスフロアがある。
ウエストタワー (5-24F)
ヤマハとヤマハ発動機の二つのヤマハが拠点を構え、協業でイベントの開催などブランド発信も行う。
- ヤマハ（5-8F） - 2024年7月に首都圏事業所の横浜オフィス[32]（東京の営業拠点・マーケティング拠点などを集約したオフィスや浜松の開発部門の一部も移転した首都圏R&D拠点[注 7]）を開設[17][19][33][34][35]。
  - （子会社）ヤマハミュージックエンタテインメントホールディングス（7F） - 2024年9月に子会社のヤマハミュージックコミュニケーションズと共に本社を東京都豊島区より移転[36][37][38]。
  - （子会社）ヤマハミュージックジャパン（8F） - 2024年8月に本社を東京都港区より移転[39][40][41]。また、同社の子会社にあたるヤマハサウンドシステムも同年9月に東京都中央区にあった本社と蛎殻町事業所を移転している[42][43]。
- ヤマハ発動機（9F） - 2024年5月に技術開発も担う横浜オフィスを開設した[18][19][30]ほか、同オフィス内に社外共創スペース「YAMAHA MOTOR Regenerative Lab（通称：リジェラボ）」[44]を同年10月に開設している[18][45]。
- 日産フィナンシャルサービス（10F） - 2025年1月に本社（本社機能：企画部門・管理部門）を千葉市美浜区より移転[46][47][48][49]。
- フィード・ワン（11F） - 2024年7月1日に本社を横浜市神奈川区鶴屋町より移転[50]。
- エリクソン・ジャパン（12F） - 2025年4月21日に横浜オフィスを向かいの横浜ブルーアベニュー（46街区）より移転[51]。
- アイネット（13F） - 2024年4月30日に本社を同地区内の旧・三菱重工横浜ビル（37街区）より拡張・移転[34][52][53]。
- 東京エレクトロン（15・24F） - グループ会社の東京エレクトロン テクノロジーソリューションズおよび東京エレクトロン九州と共に半導体製造装置の研究開発拠点やグループの拠点を設置[54][55][56]。2025年1月時点で事業所をすでに設置しており[57]、前述の拠点は同年9月に開設し、2026年10月に事業開始予定[54][55][56]。
- 成城石井（19F） - 2025年8月13日に本社を横浜市西区北幸より移転[58][59][60]。
- 関西ペイント（21F） - 2025年10月に東京事業所を東京都大田区より移転予定[54][55][61]。
- 東京日商エステム - 横浜支社[62]を横浜市中区本町の横浜アイランドタワーより移転予定[63]。

イーストタワー (3F/5-15F)
5〜9階はコーエーテクモゲームスが新オフィスとして取得している。
- コーエーテクモゲームス（5-9F） - 同地区内のKTビル（本社ビル）に続き2拠点目となる新オフィスを開設（賃借でなく2025年5月27日に区分所有権を取得）[21][64][65]。
- 三菱電機ソフトウエア（13F） - 横浜ダイヤビルディングに横浜事業所があるが、当ビルには鎌倉事業所の横浜みなとみらい事務所を2025年5月に開設[66]。

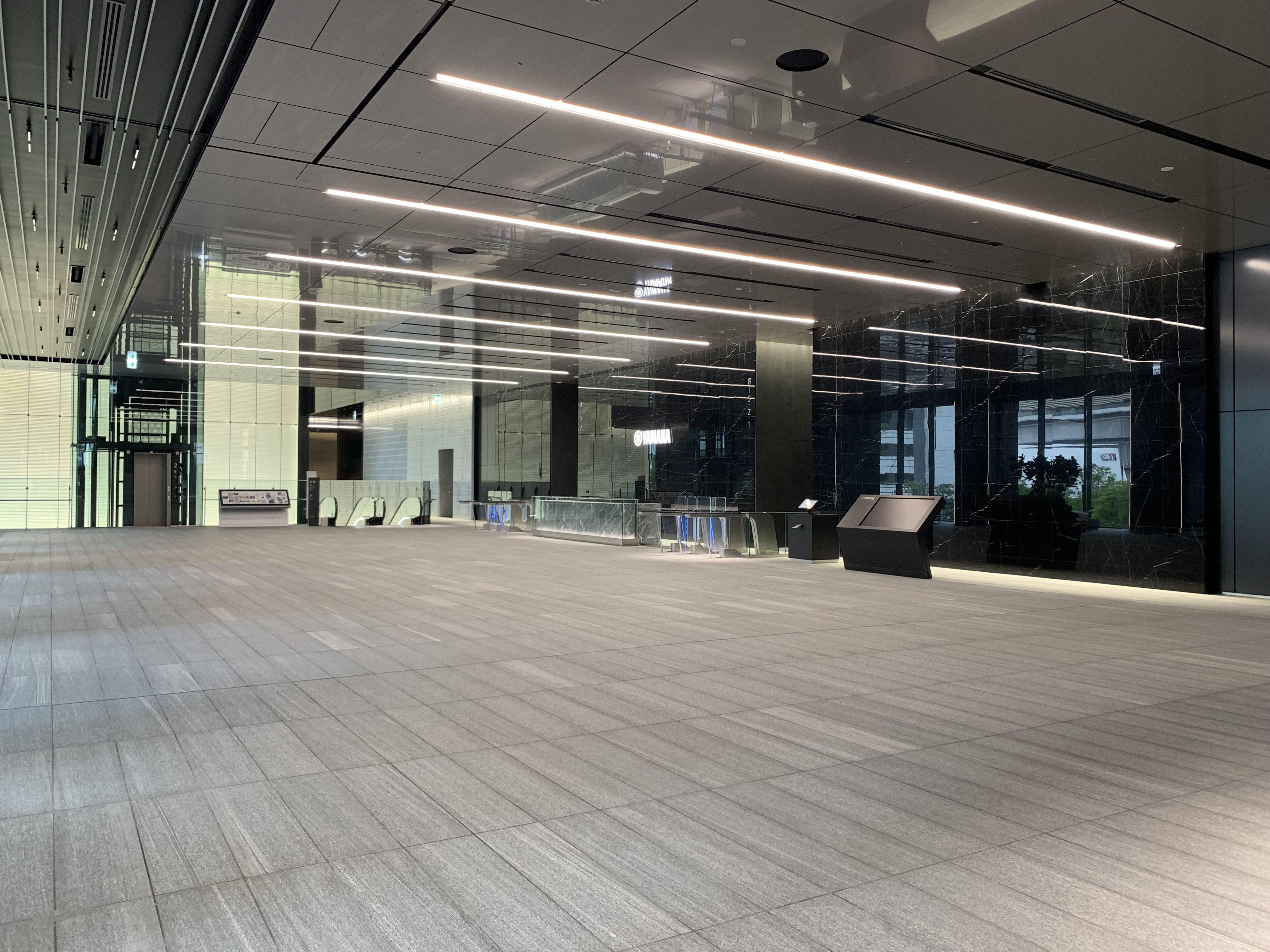
ウエストタワー2階のヤマハ専用ロビー（2024年5月）
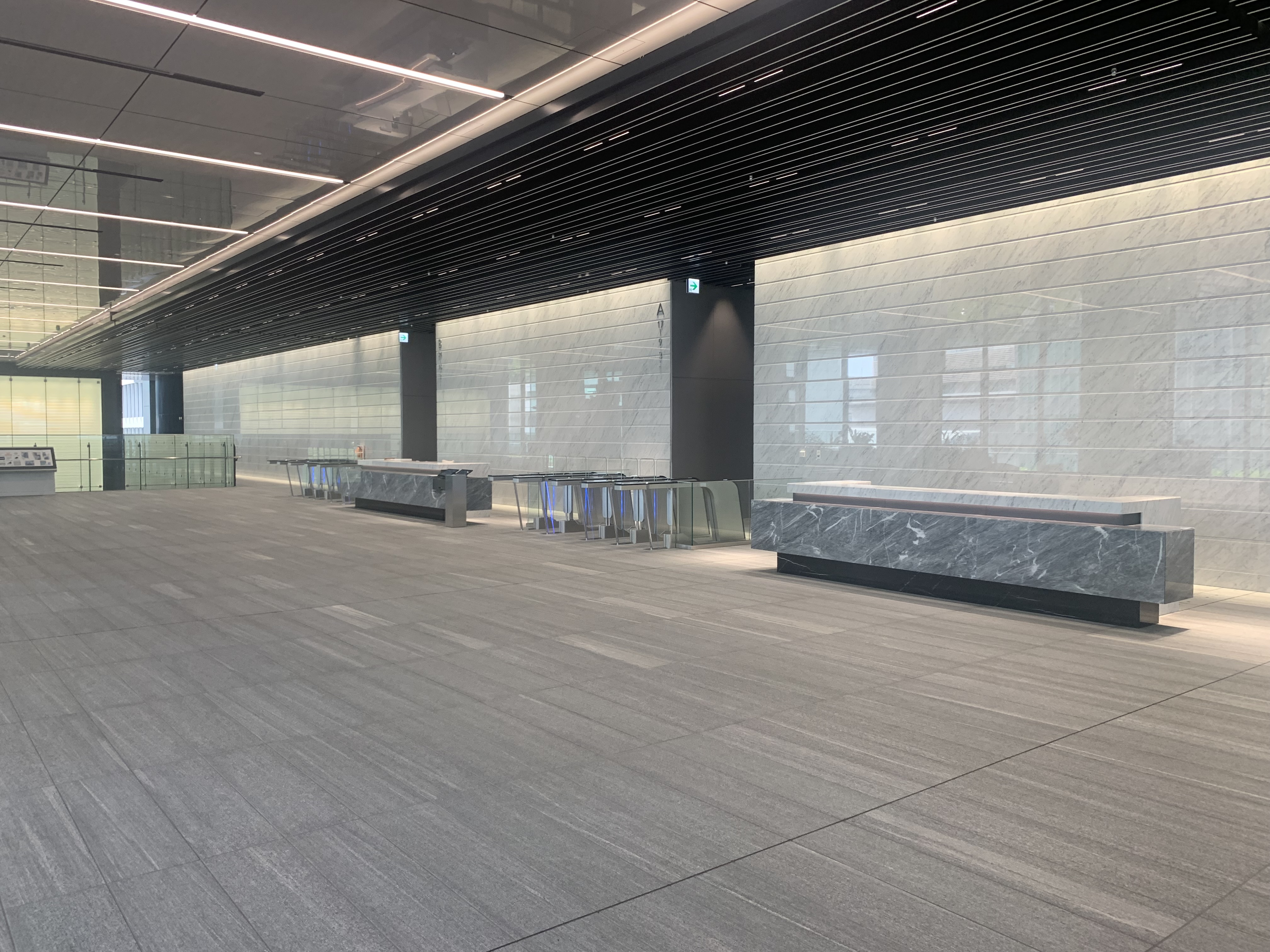
ウエストタワー3階のオフィスロビー（2024年5月）
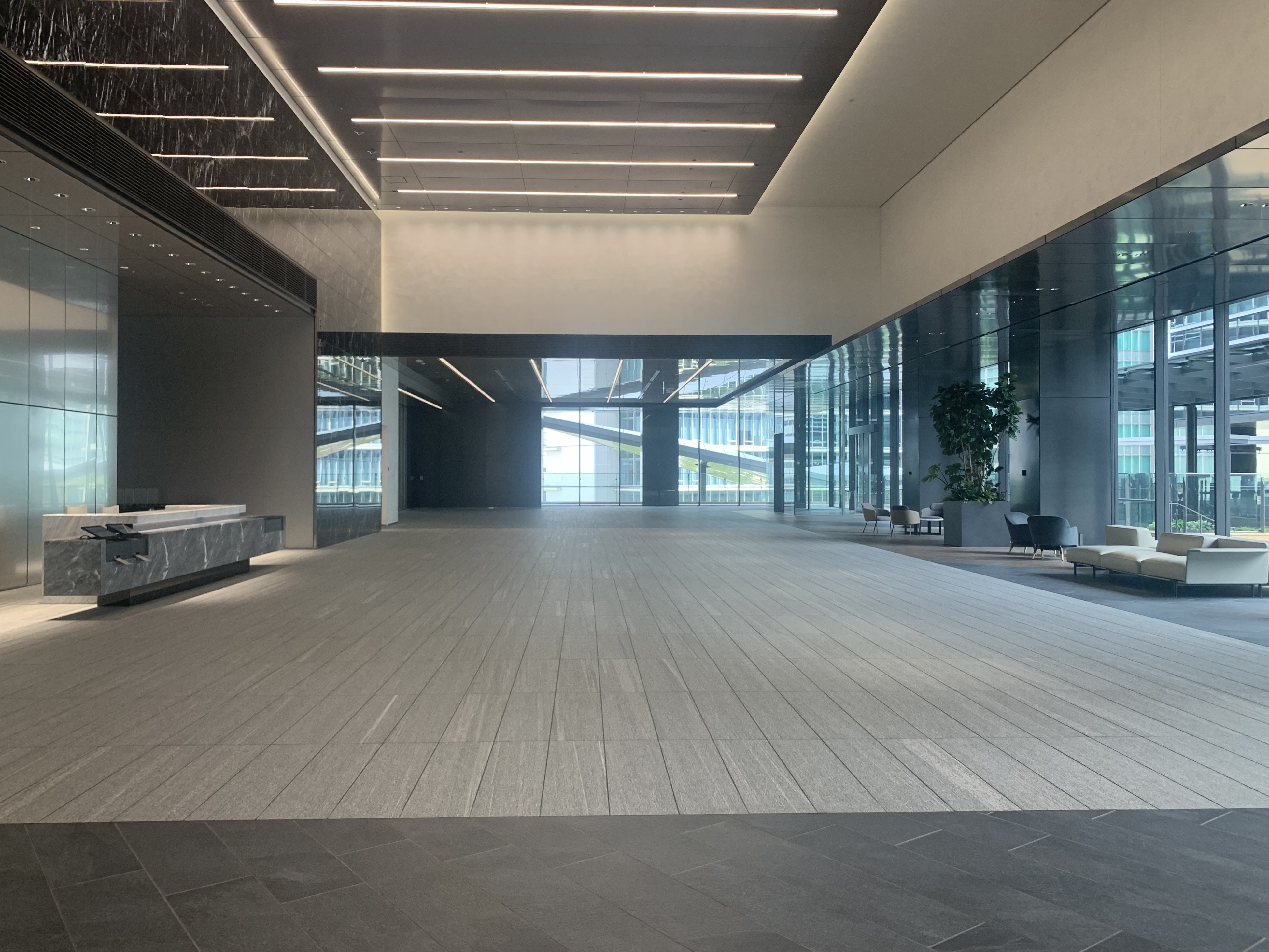
イーストタワー3階のオフィスロビー（2024年5月）

### 低層部テナント (1-3F)
京浜急行電鉄が手掛ける低層部商業ゾーンは、ヤマハブランドショップとオープンイノベーションオフィスを除く計15テナントのうち10テナントが先行して2024年5月9日に開業した（下記一覧で「先行開業テナント」と表記）。テナントの詳細は公式サイト内「SHOP / SERVICE」を参照。
ウエストタワー
- Aging beef & Specialty coffee THE 三本（レストラン/1F） - 先行開業テナント、三本珈琲が運営。
- セブン-イレブン（コンビニ/1F） - 先行開業テナント
- なの花薬局（保険薬局/1F） - 先行開業テナント
- みなとみらい麻の葉クリニック（美容・処方外来/2F） - 先行開業テナント
- みなとみらいクリニック新高島（糖尿病・内分泌内科/2F） - 先行開業テナント
- SHANGRI-LA DENTAL YOKOHAMA（歯科医院/3F） - 先行開業テナント

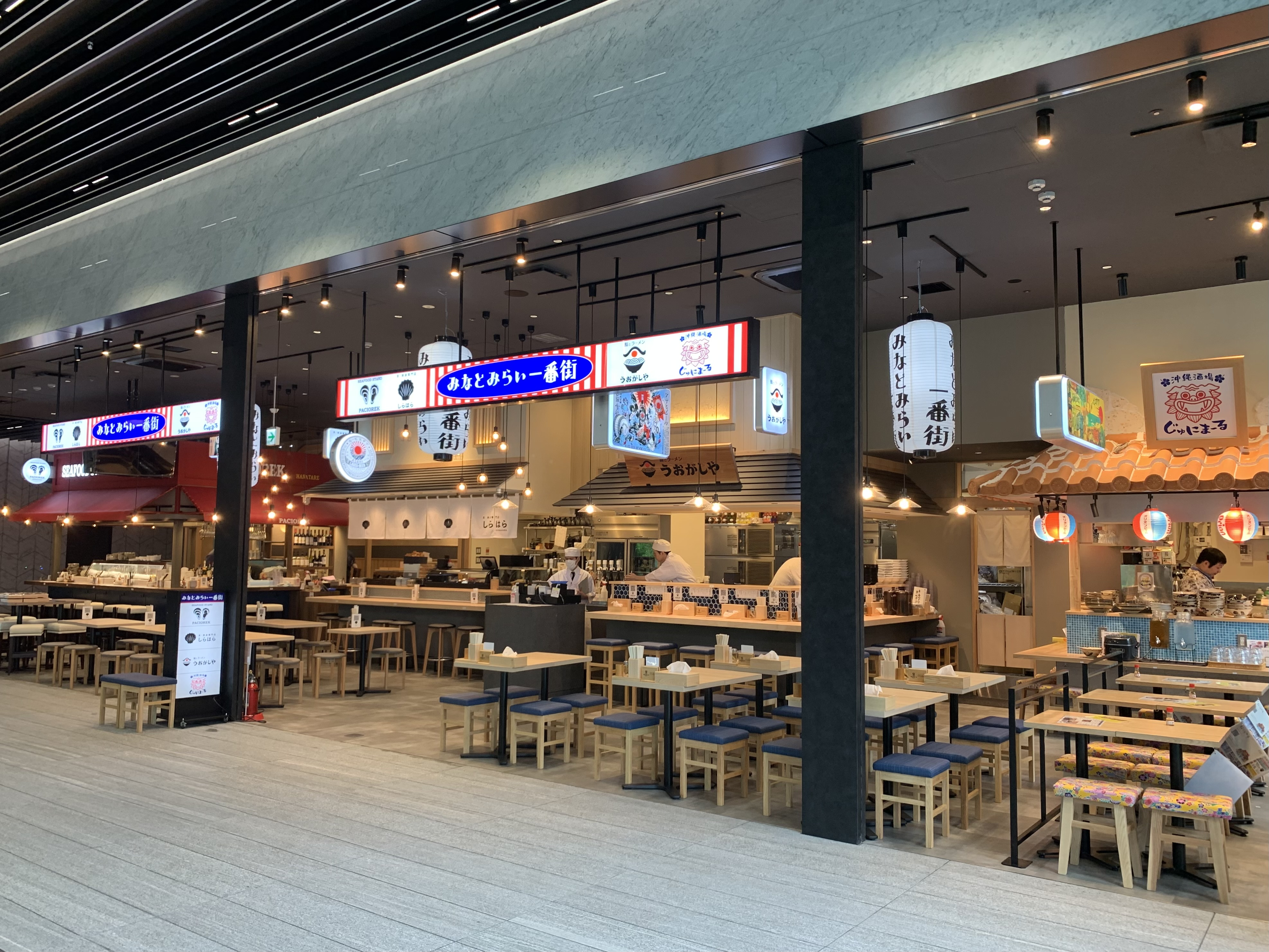
ヤマハミュージック 横浜みなとみらい[67] - ヤマハの体験型ブランドショップ、2024年6月6日オープン[4][17][33][68][注 9]。
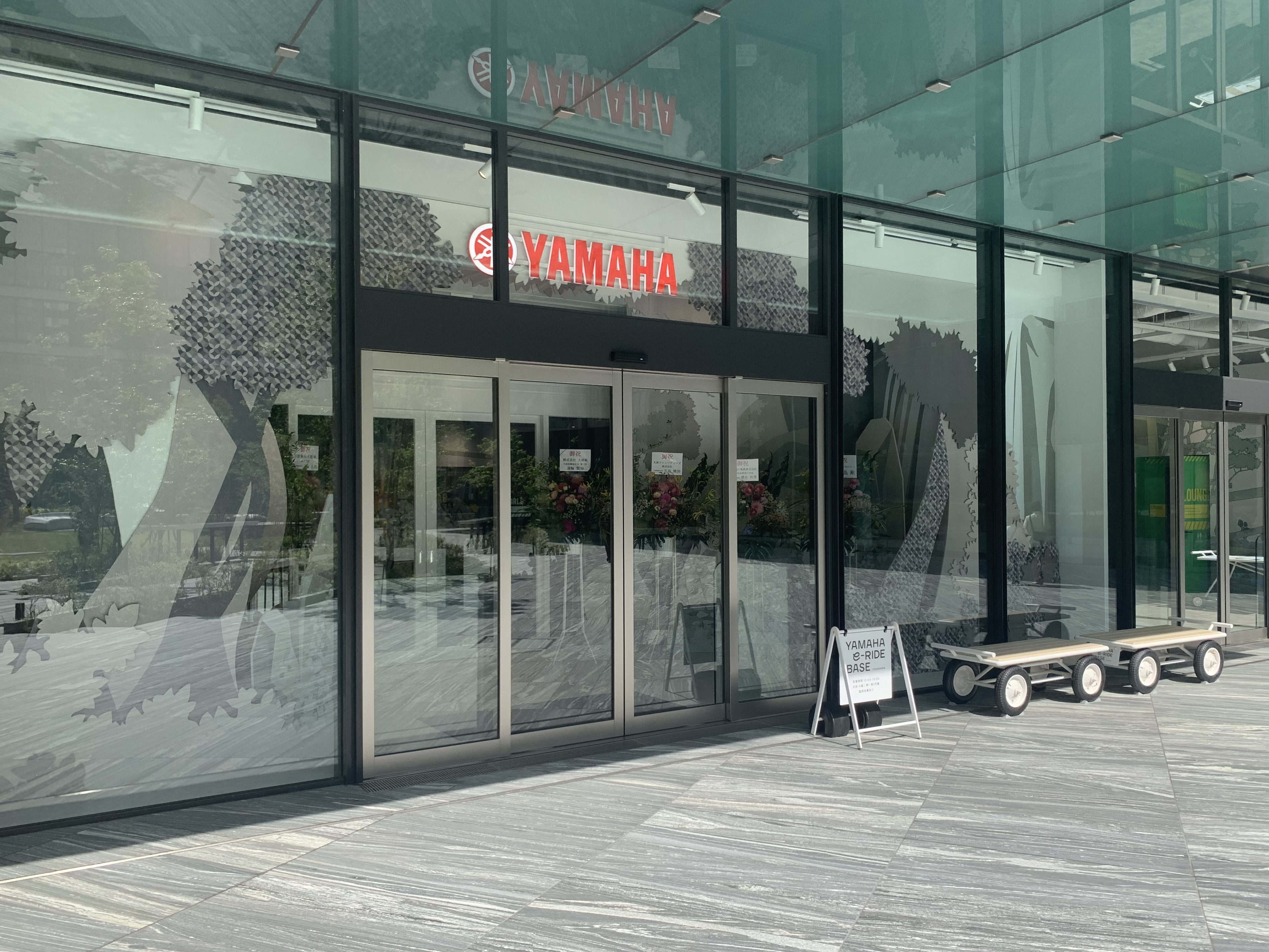
YAMAHA E-Ride BASE （2024年6月）
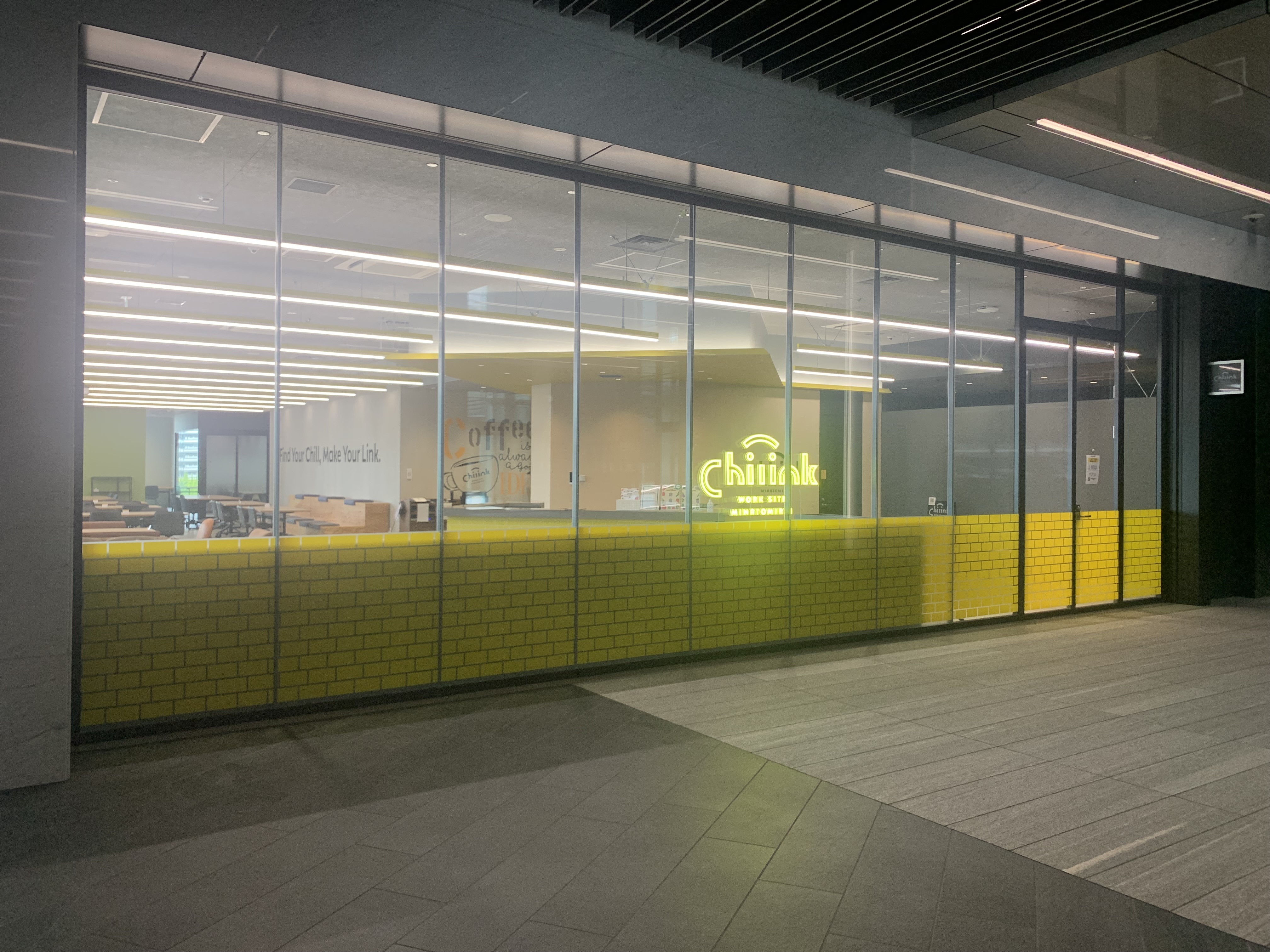
オープンイノベーションオフィス「chilink WORKSITE MINATOMIRAI」 （2024年5月）
  - エクスペリエンスゾーン「Music Canvas（ミュージックキャンバス）」（1F） - 大型LEDディスプレイを設置。大型映像、立体音響[注 10]、自動演奏システムが連動する「Music Canvas Show」を1時間おきに開催している[70]。
  - ヤマハグランドピアノショールーム（1F）
  - 〈併設〉ベーゼンドルファーショールーム（1F）
  - ヤマハ 楽器・楽譜（2F） - 楽器体感コーナーやMUSIC SHOWCASE（ミュージックショーケース）、楽譜・書籍エリアを設置[68]。
  - ライブ＆カフェ（2F） - 音楽イベント（ライブやトークイベントなど）も開催[68]。
  - 〈併設〉ミュージックアベニュー横浜みなとみらい（3F） - 大人専用のヤマハ音楽教室（レッスン会場）[71]。

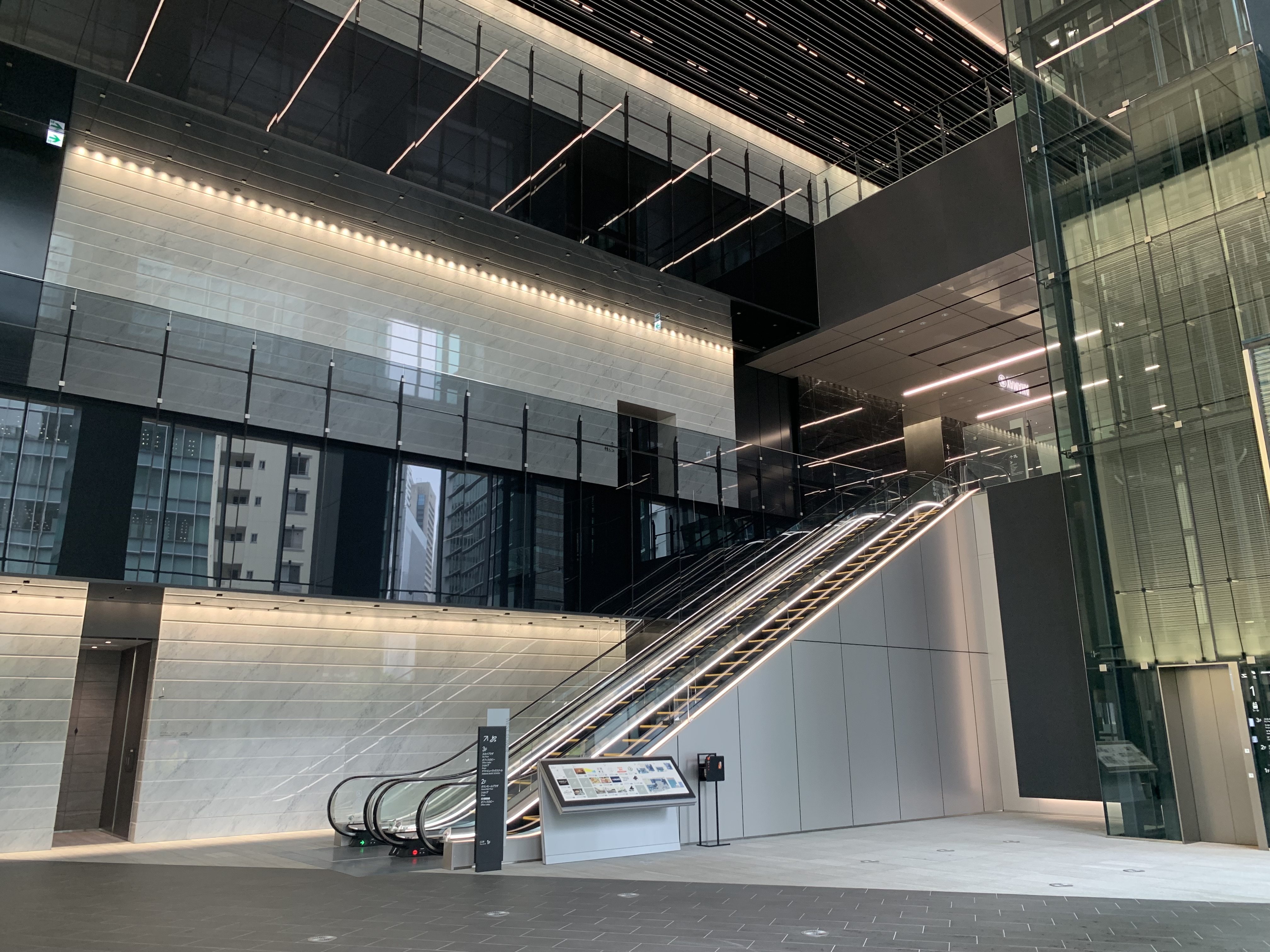
ウエストタワー1階アトリウム（2024年5月）
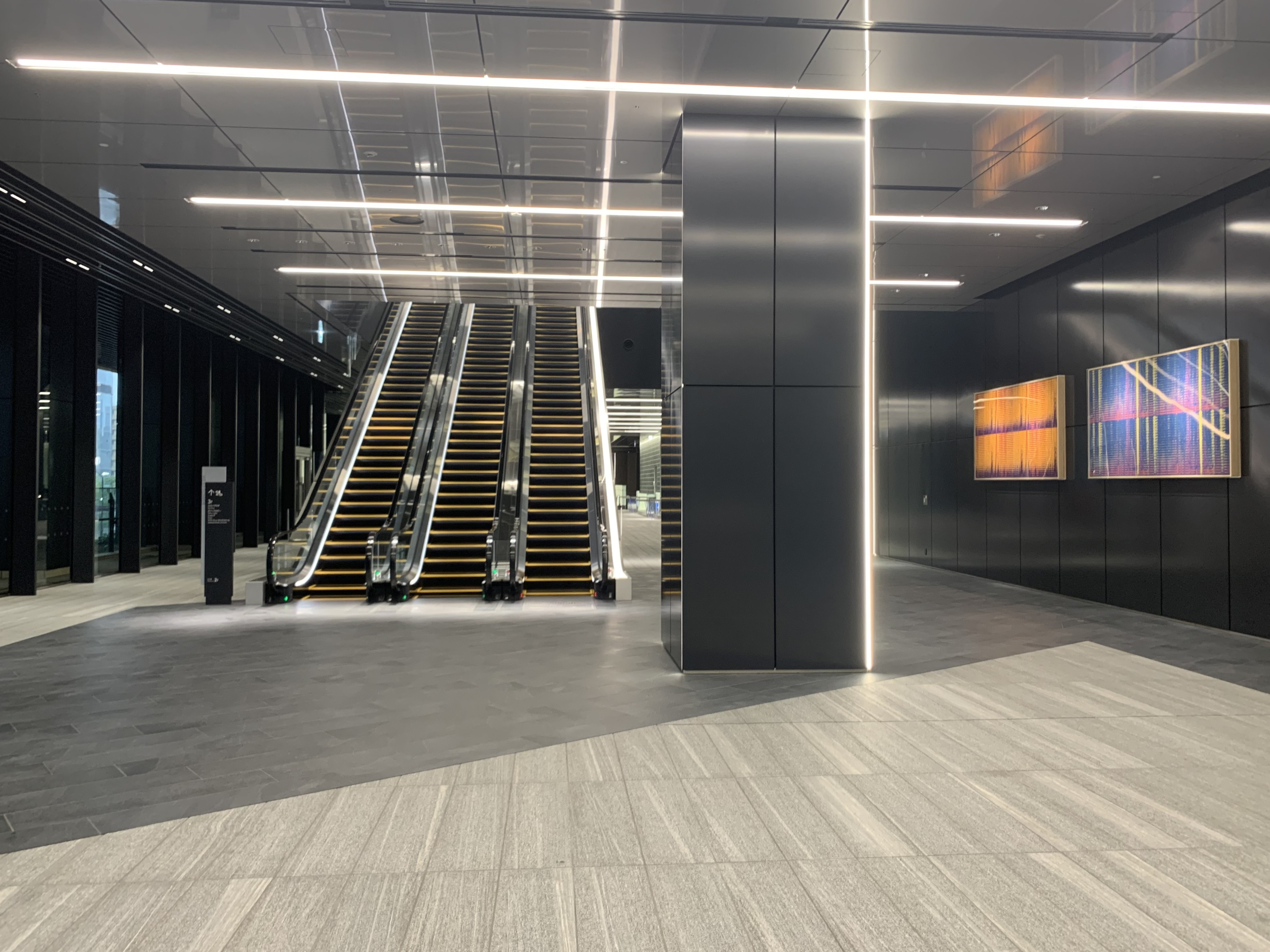
ウエストタワー2階アトリウム、建設時のボーリング掘削音の波形データをパターン化しジャカード織で制作した田島美加（英語版）のパブリックアートを壁に設置[4][28]（2024年5月）
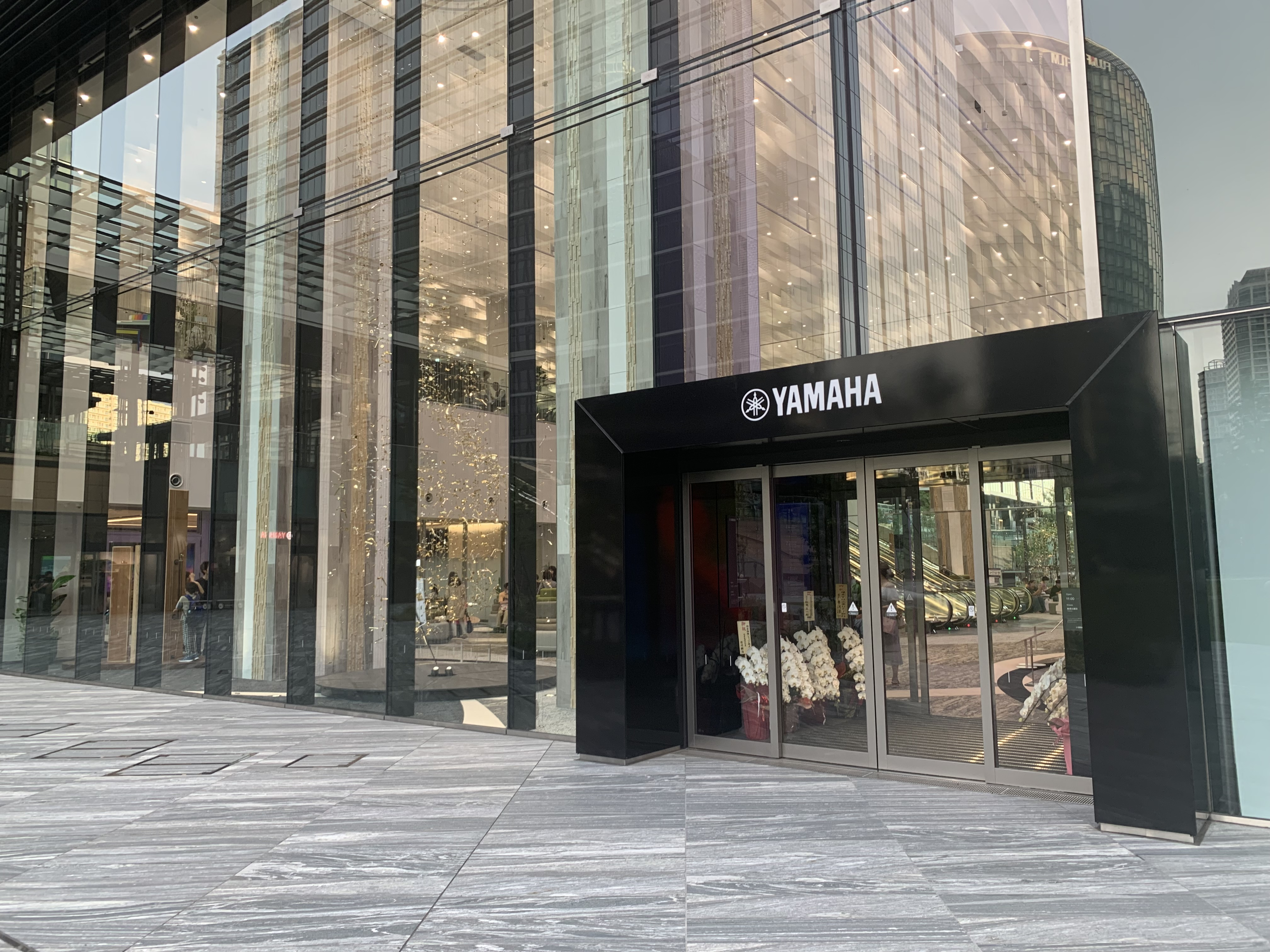
体験型ブランドショップ「ヤマハミュージック 横浜みなとみらい」の1階入口（2024年6月）
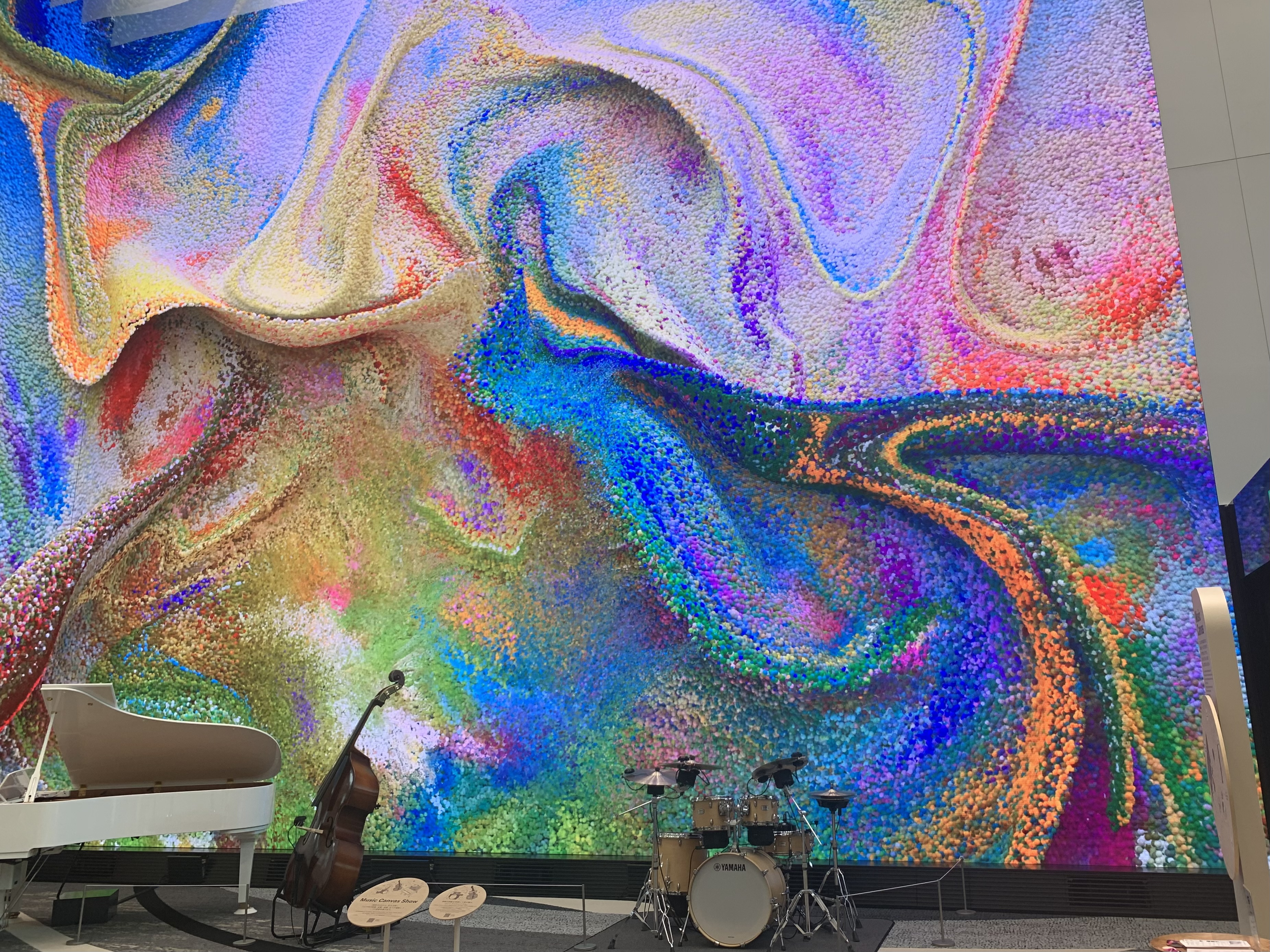
同ショップのエクスペリエンスゾーン「Music Canvas」（2024年6月）

イーストタワー
- みなとみらい一番街（4業態横丁居酒屋/2F） - 先行開業テナント
  - 沖縄料理「じゅにまーる」
  - 鮨・ラーメン「うおがしや」
  - オイスターバー「PACIOREK（パチョレック）」
  - 貝・刺身専門店「しらはら」
- 隆昌酒家（中華料理/2F） - 先行開業テナント
- 新高島de焼肉DOURAKU×横濱中華そば 上星商店（焼肉・ラーメン/2F） - 先行開業テナント
- クリエイト（ドラッグストア/1F） - 先行開業テナント

- YAMAHA E-Ride BASE（ショールーム/1F）[72] - ヤマハ発動機のショールーム、2024年6月6日開設[4][18][73]。
  - WORLD（ワールド） - ウェルカムエリア。「風」と「光」の具現化をテーマにした現代アートの展示も行う。
  - THEATER（シアター） - 180度大型スクリーンにヤマハ発動機のモビリティがつくる世界観を上映。
  - PORT（ポート） - eBikeなどの展示と貸し出し（レンタサイクル）を行う。
  - LAB（ラボ） - オートバイ、ボート、ドローンなどヤマハ発動機の歴史・製品を展示。
  - LOUNGE（ラウンジ） - くつろぎスペース。オリジナルグッズの販売や静岡県森町産[注 11]のお茶も無料提供。
- ミュージックアベニュー横浜みなとみらいⅡ（3F） - ウエストタワーには大人専用のヤマハ音楽教室「ミュージックアベニュー横浜みなとみらい」がすでにあるが、こちらは主に子ども向けの音楽教室として設置[75][76][77][注 12][注 13]。ヤマハミュージック 横浜みなとみらいのオープンからちょうど1年後の2025年6月6日にオープン[76][77]。

- オープンイノベーションオフィス
  - chilink WORKSITE MINATOMIRAI（チリンク ワークサイト みなとみらい）（3F）[78] - 2024年5月9日開設、コワーキング・シェアオフィス・貸会議室、カフェスペースなど、運営パートナーはATOMica[7]。

- みなとみらい一番街
（2024年5月）
- YAMAHA E-Ride BASE
（2024年6月）
- オープンイノベーションオフィス「chilink WORKSITE MINATOMIRAI」
（2024年5月）

## アクセス
公式サイト内「ACCESS」も参照。
- 横浜駅東口よりNISSANウォークなど経由して徒歩約8分。
- みなとみらい線
  - 新高島駅（3番出口）より徒歩約1分。
  - みなとみらい駅（1番出口）より徒歩約7分。

## 建物のギャラリー
建物の外観（外観がほぼ完成以降）

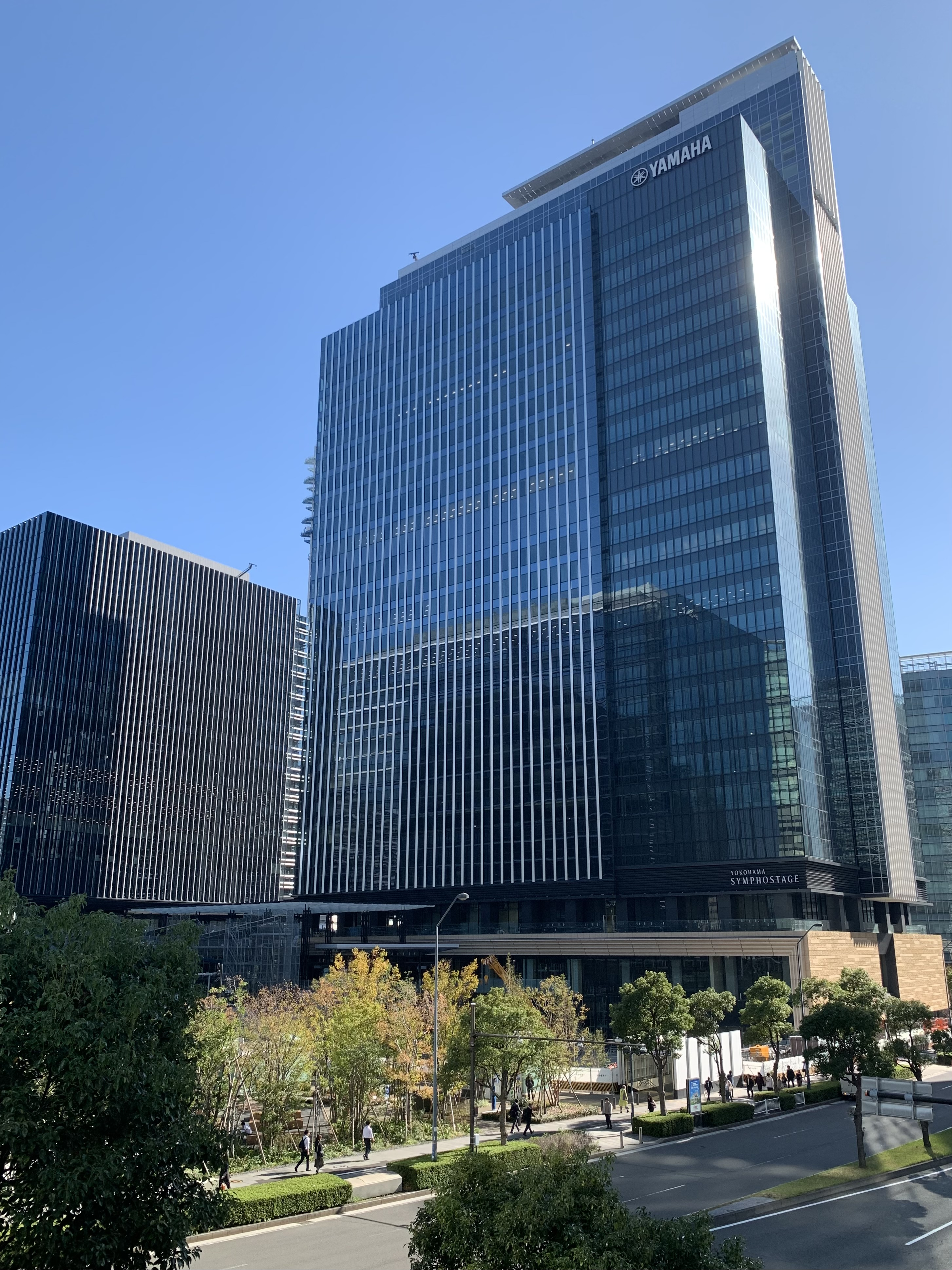
北西側より、右がウエストタワー（2023年11月）
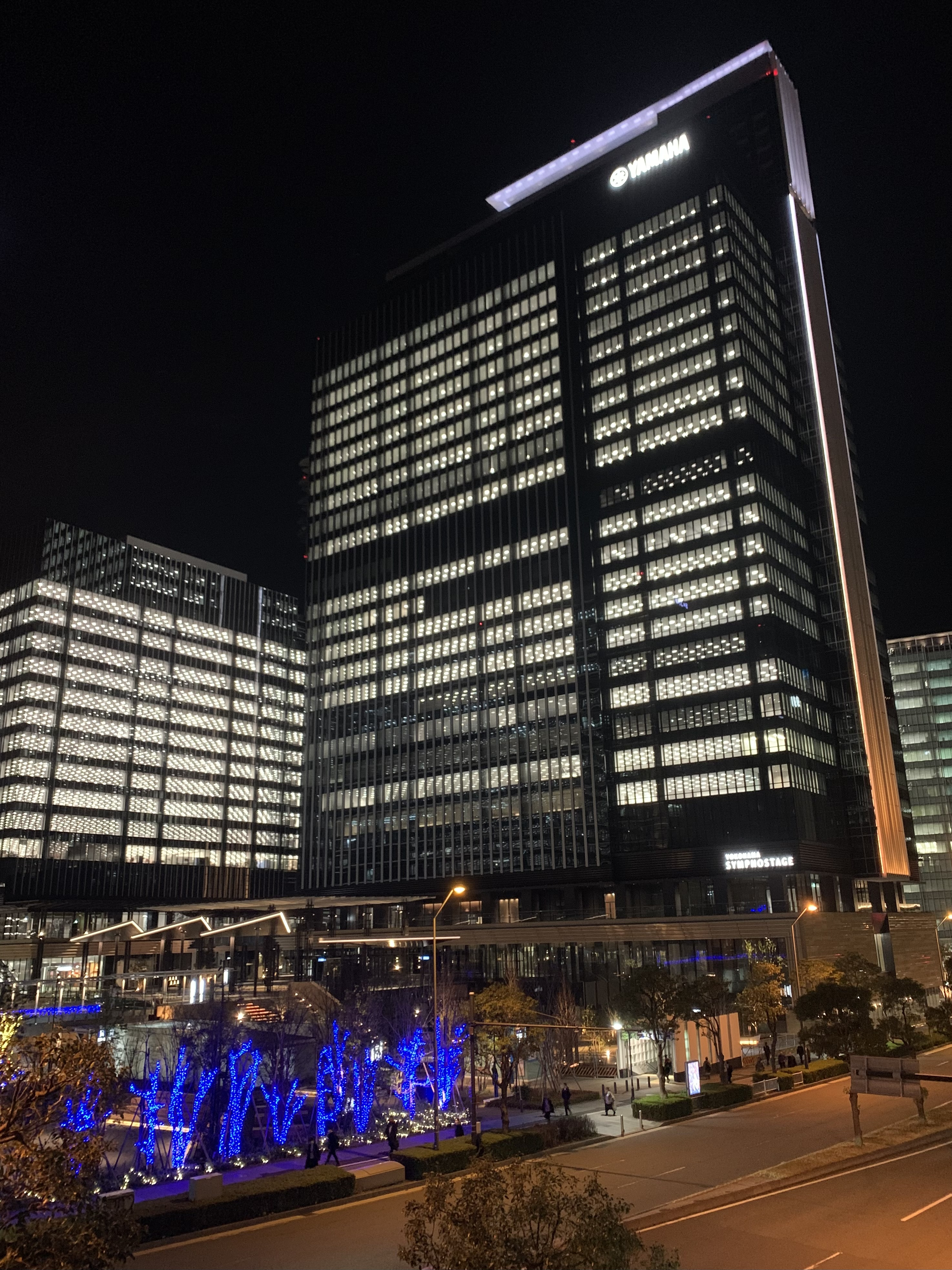
同角度の夜間ライトアップ（2024年2月）
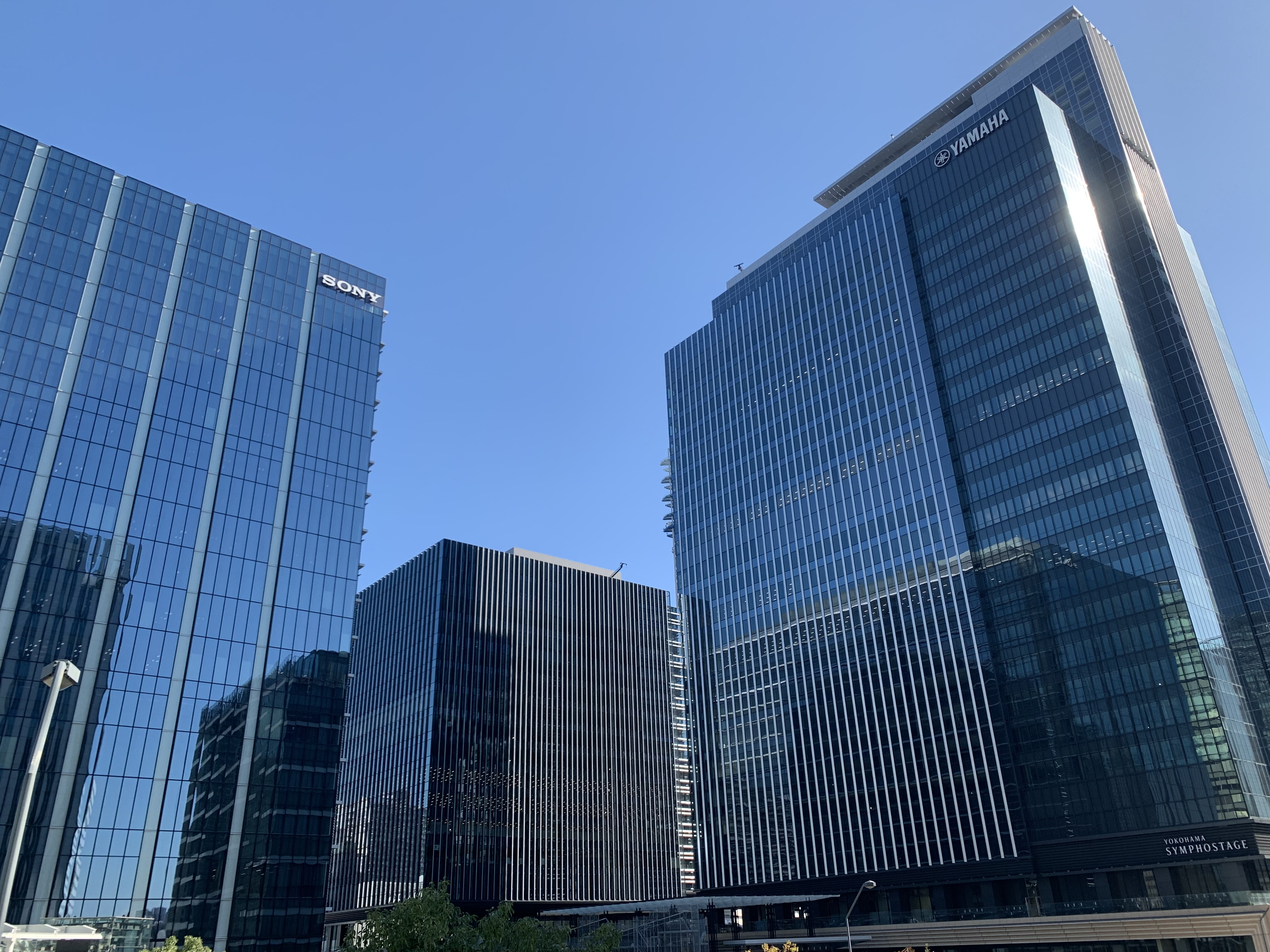
横浜グランゲートと並ぶ様子、建物上部にはヤマハとソニーのロゴ（2023年11月）
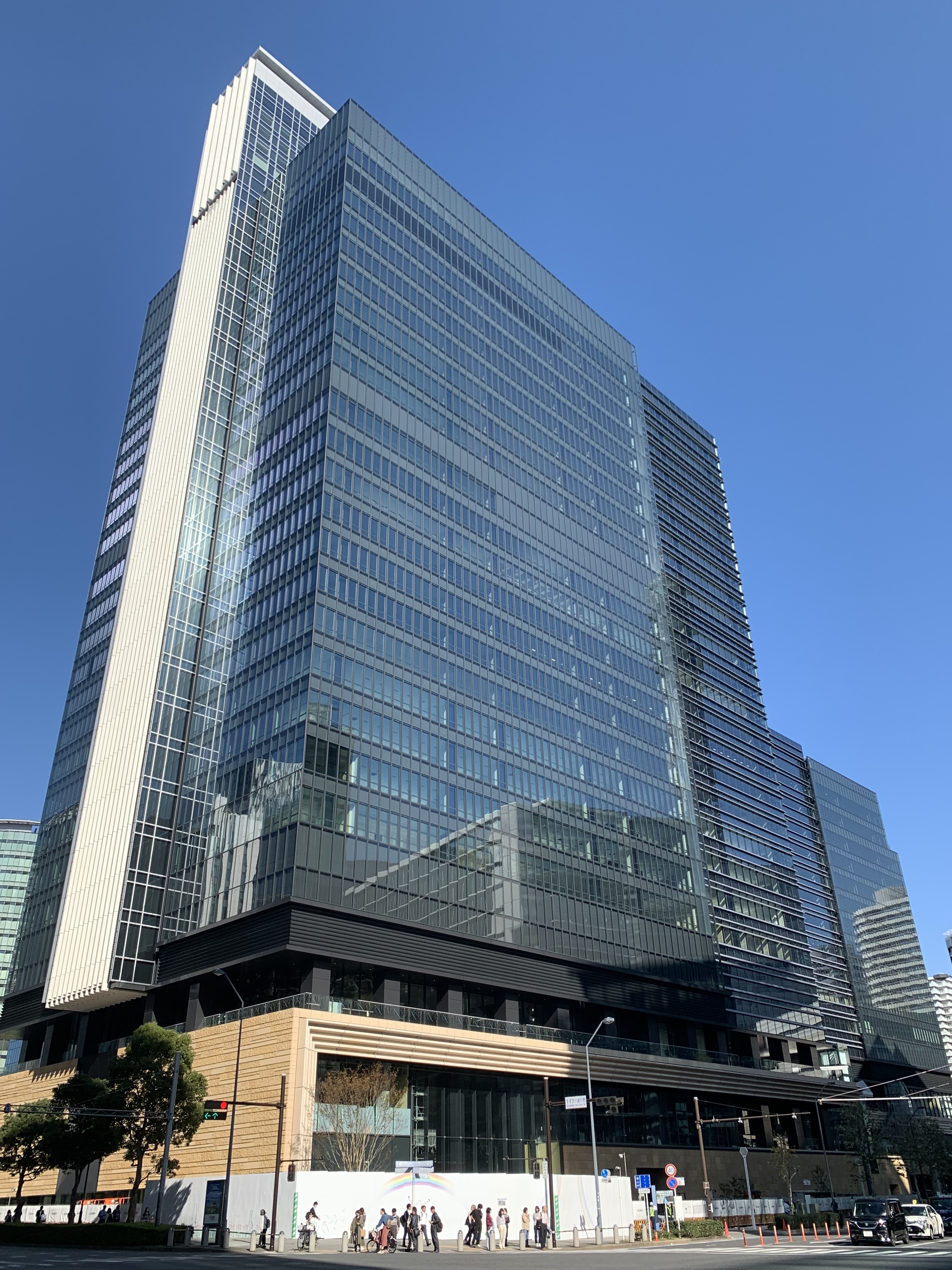
ウエストタワーを南西側より（2023年11月）
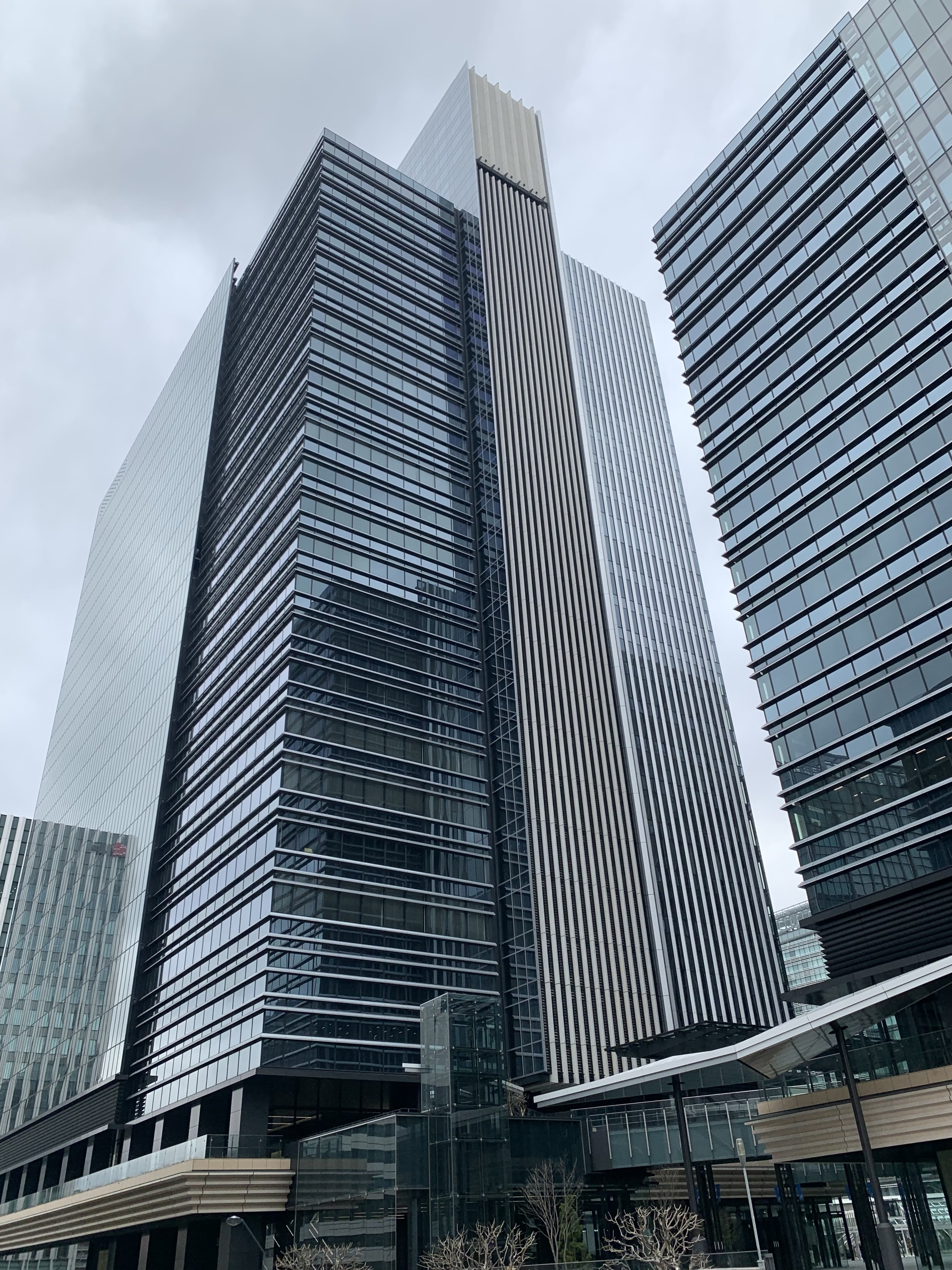
ウエストタワーを南東側より（すずかけ通り歩道橋より2024年4月撮影）
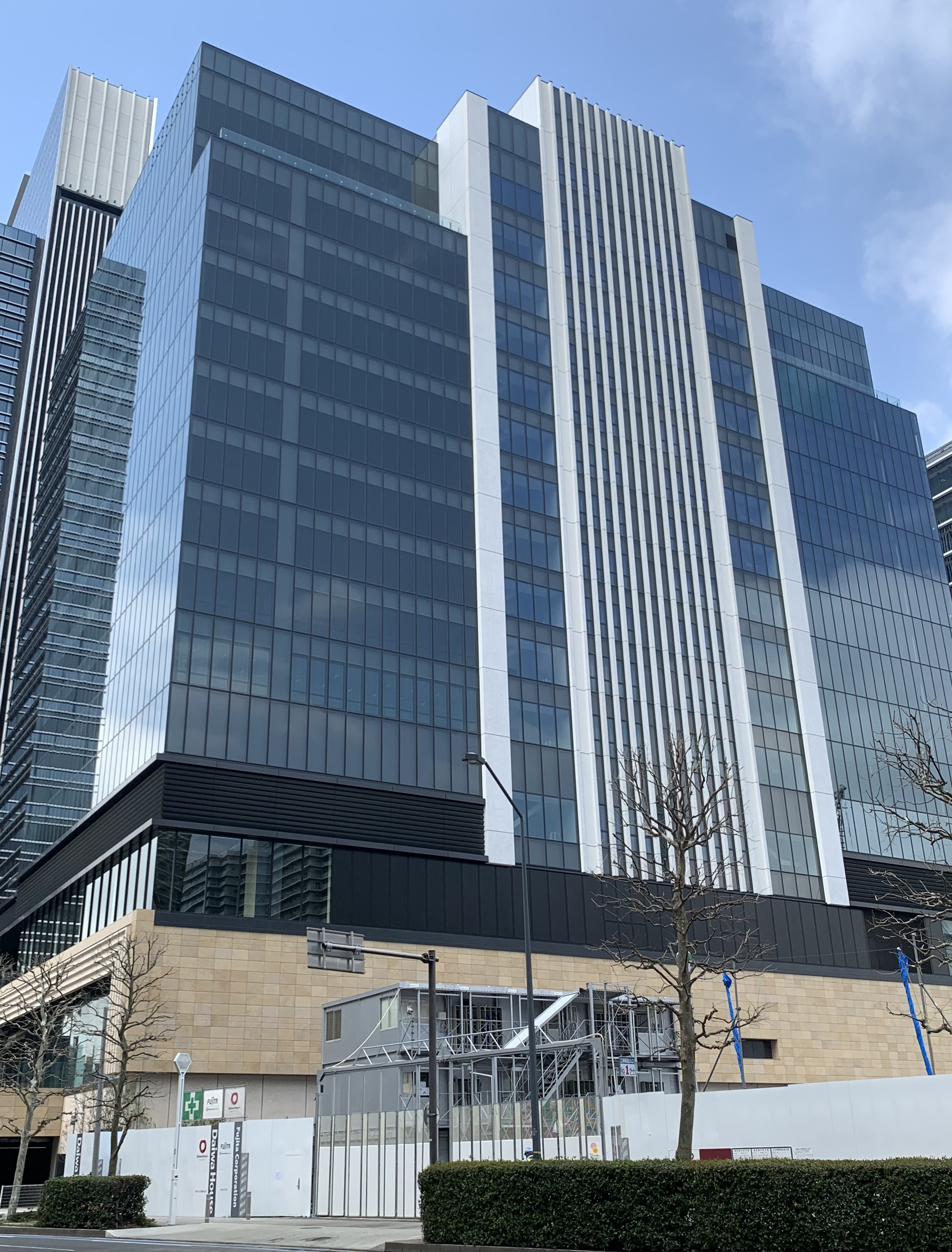
イーストタワーを南東側より（2024年4月）
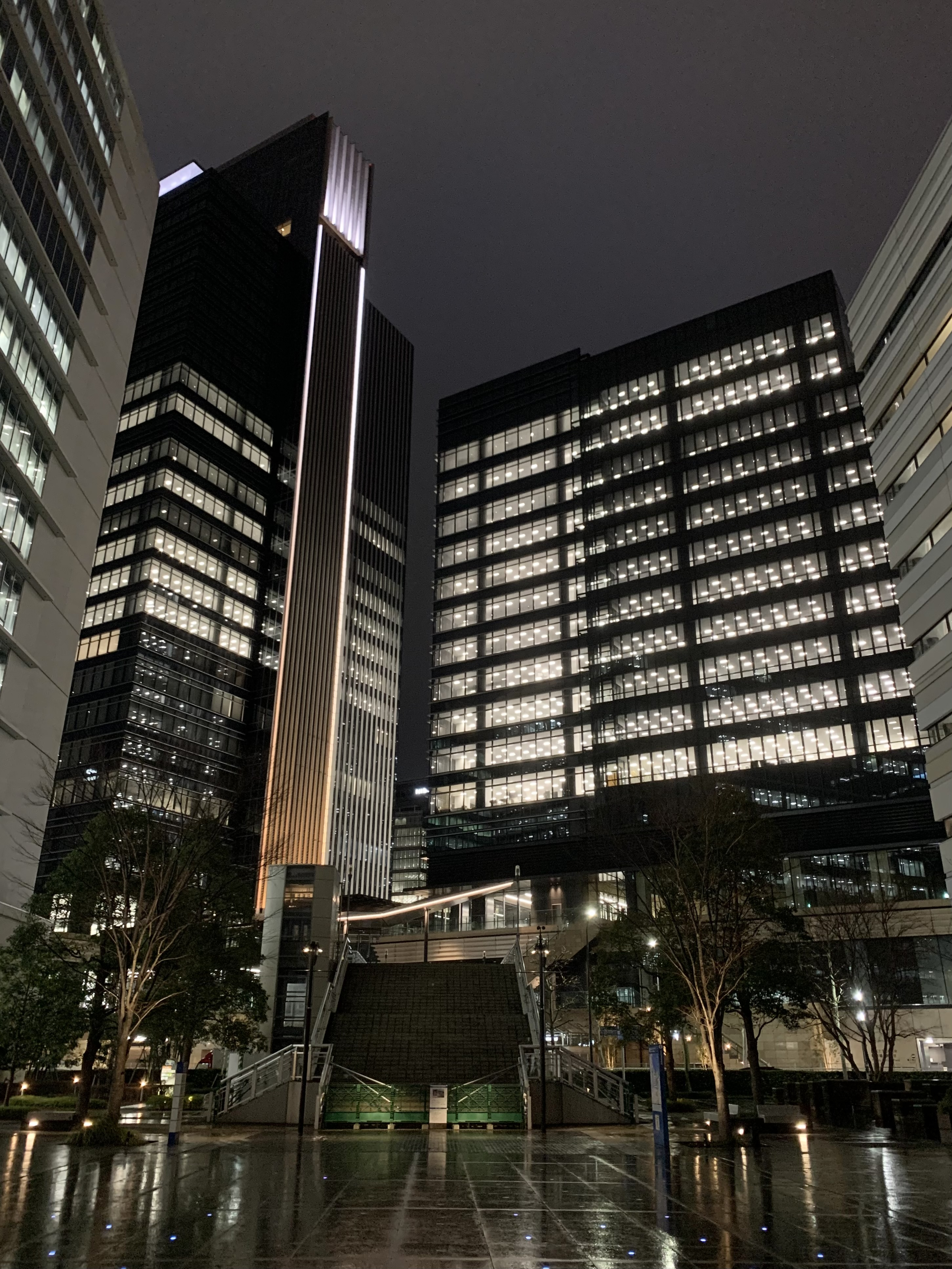
グランモール公園（南側）より、当施設竣工前のためすずかけ通り歩道橋は閉鎖中（2024年3月）

建設中の様子

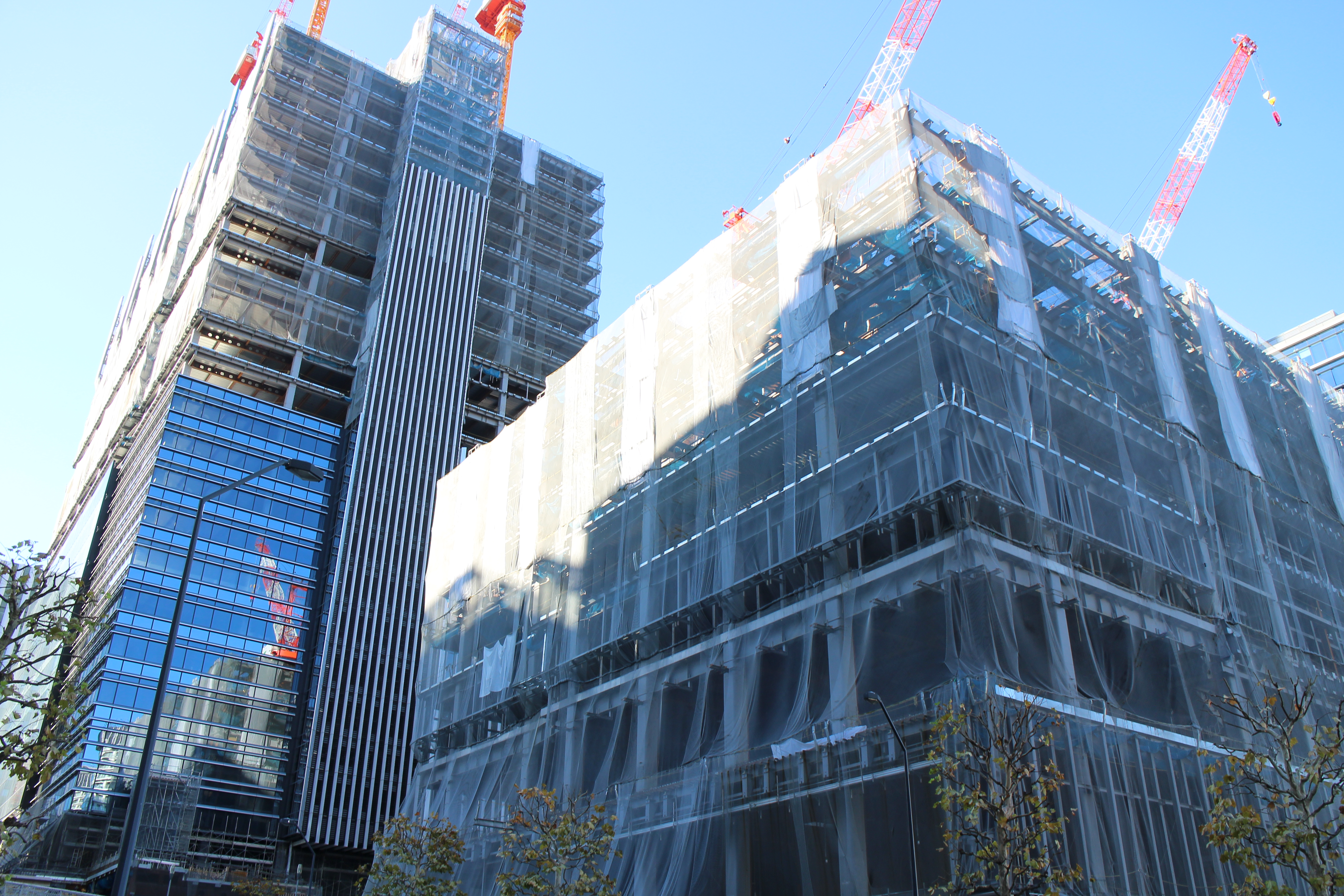
南東側より（2022年11月）
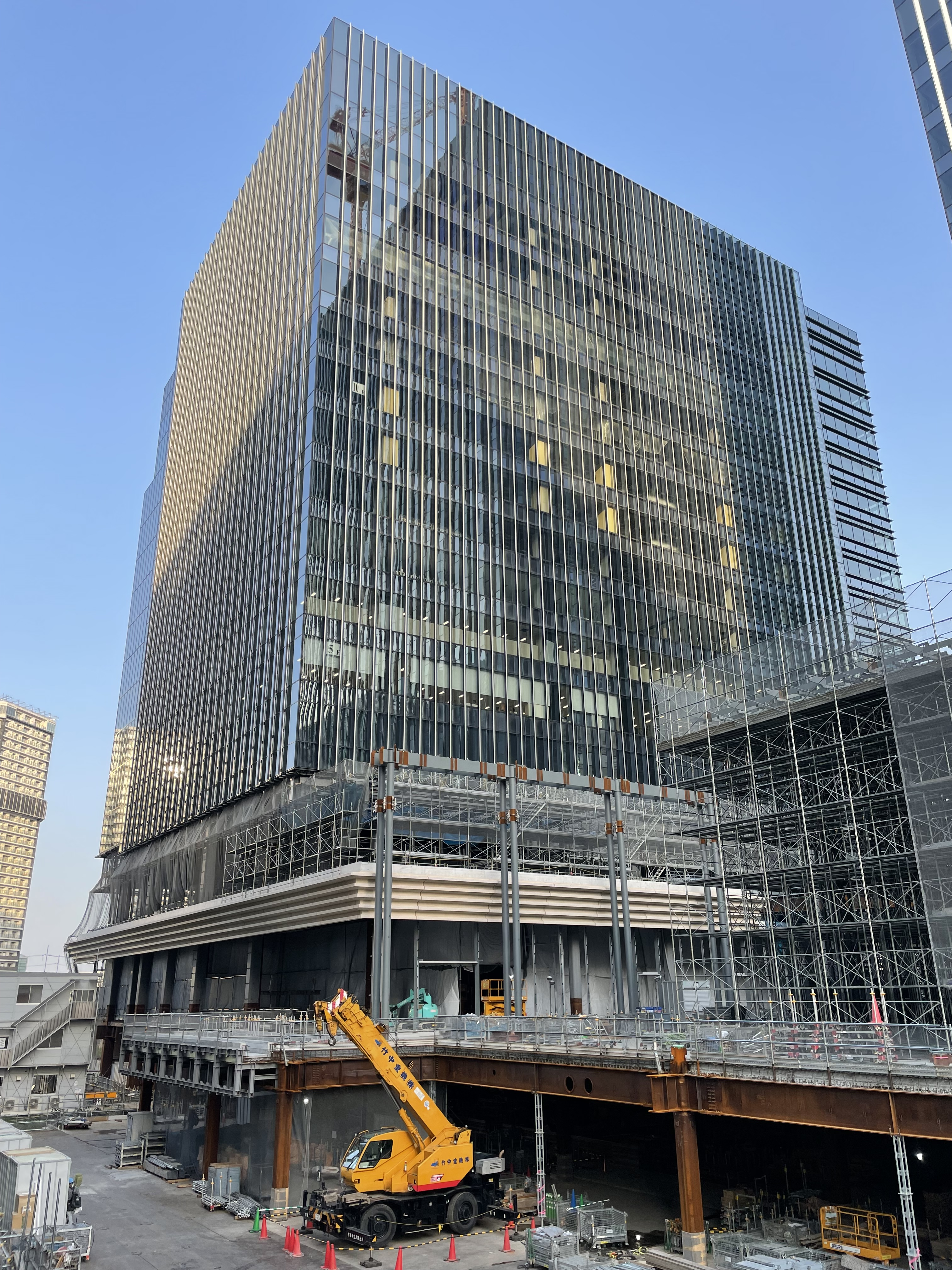
イーストタワーを北西側より（2023年5月）
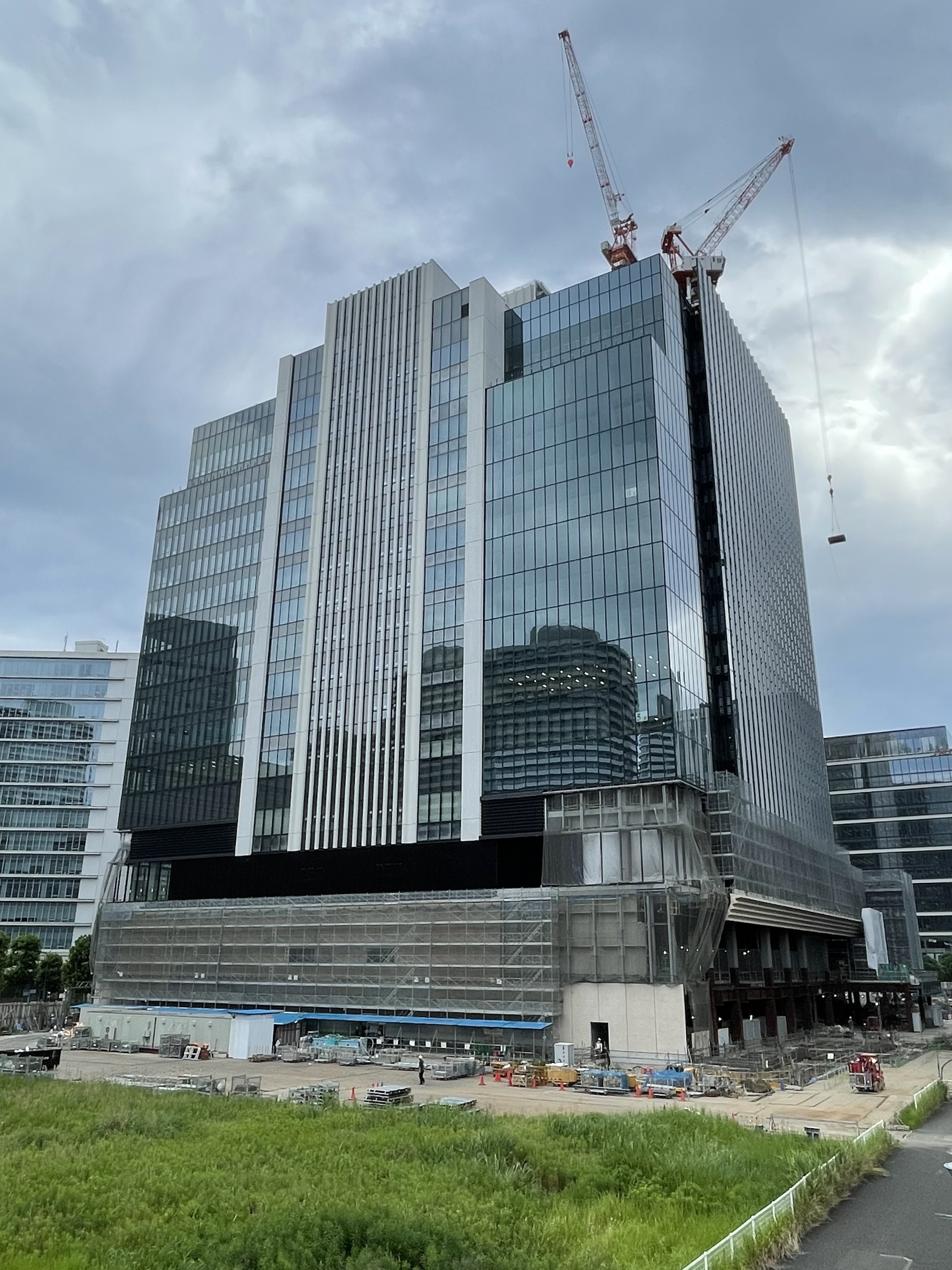
イーストタワーを東側より（2023年6月）

## 参考情報
- OBAYASHI Thinking「プロジェクト最前線」：横浜・みなとみらいに新たなランドマークをつくる（大林組）
- 建設会社が考えるこれからの“まちづくり”「横浜シンフォステージ（YOKOHAMA SYMPHOSTAGE）」 - YouTube（大林組公式チャンネル）